# Provincia di Pavia
La provincia di Pavia è una provincia italiana della Lombardia di 543 154 abitanti. Confina a nord con la città metropolitana di Milano, a est con la provincia di Lodi e con l'exclave di San Colombano al Lambro (città metropolitana di Milano), a est e sud-est con l'Emilia-Romagna (provincia di Piacenza), a sud-ovest, a ovest e nord-ovest con il Piemonte (province di Alessandria, Vercelli e Novara).

## Geografia fisica
È percorsa dai fiumi Ticino e Po, che si incontrano 4 km a sud del capoluogo e che la dividono in tre zone: il Pavese, situato in Pianura Padana, nella parte nordest della provincia, a nord del Po e a est del Ticino, che prende il nome dal capoluogo di provincia, che è anche il comune più popoloso, Pavia (situato a valle del Ticino rispetto a Vigevano, sulla sponda sinistra, vicino alla sua confluenza con il Po); la Lomellina, anche questa in Pianura Padana, a nordovest, a ovest del Ticino ma sempre a nord del Po, il comune più importante è Vigevano, situato nei pressi della sponda destra del Ticino; l'Oltrepò Pavese, in territorio appenninico, a sud del Po, prende il nome dal suo essere appunto dall'altro lato del Po rispetto al resto della provincia, il comune più importante è Voghera. 
Il territorio del Siccomario, alla confluenza dei due fiumi, secondo la definizione precedente si troverebbe in Lomellina, ma per motivi storici è considerato parte del Pavese. Di queste 3 zone la Lomellina è quella più estesa, con un'estensione di 1240 km², seguita dall'Oltrepò di 1097 km², mentre il Pavese ha un'estensione di circa la metà di quella della Lomellina, con circa 650 km². Un altro importante corso d'acqua della provincia è l'Olona. Si tratta di un colatore alimentato da rogge e risorgive che trae origine nelle campagne attorno a Bornasco, attraversa la campagna pavese e confluisce nel Po presso San Zenone. Tale corso d'acqua non è da confondersi con l'omonimo fiume che nasce nelle Prealpi Varesine, e confluisce a Milano nel Lambro Meridionale. Prima delle deviazioni operate dai Romani i due fiumi costituivano un unico corso d'acqua, da cui deriva l'omonimia mantenutasi sino ai giorni nostri.
Per un breve tratto interessa la provincia anche il fiume Lambro. Maggiore è il percorso compiuto nella provincia dal suo affluente colatore Lambro meridionale, derivato dall'Olona a Milano, che riceve le acque in eccesso dei navigli e scorre al confine tra le province di Pavia e di Lodi. La Staffora è il maggior torrente dell'Oltrepò Pavese e confluisce nel Po, dopo un percorso di 58 km. Altri corsi d'acqua dell'Oltrepò sono i torrenti Coppa, Scuropasso, Tidone, Versa, Avagnone (che confluisce nel Trebbia), Curone e, per un breve tratto, lo Scrivia. Nella parte più meridionale dell'Oltrepò Pavese il confine è segnato in val Trebbia per una piccola porzione dal fiume Trebbia, il punto più a sud è posto nel comune di Brallo di Pregola accanto alla frazione emiliana di Ponte Organasco (Cerignale - provincia di Piacenza). Nella Lomellina scorrono il Sesia, al confine con le province di Alessandria e Vercelli e, paralleli a questa e al Ticino, i piccoli fiumi Agogna e Terdoppio, provenienti dal Novarese.
La provincia è in gran parte pianeggiante. La pianura a nord del Po ha una base sabbiosa, specialmente in Lomellina, ove affiorano alcuni sabbioni (resti di antiche dune) un tempo assai più numerosi. Nell'Oltrepò la poca pianura presente è prevalentemente argillosa; a sud della limitata fascia pianeggiante l'Oltrepò presenta un'ampia area collinare facente parte della catena Appenninica che lentamente si innalza in modeste montagne (tutte sotto i 1000 m). Solo all'estremità meridionale, a sud di Varzi, quasi all'improvviso le montagne si fanno più impervie e raggiungono altitudini considerevoli con alcune delle maggiori vette dell'Appennino Ligure: il Monte Lesima (la maggiore elevazione della provincia con i suoi 1724 m), il Monte Chiappo (1700 m), la Cima Colletta (1494 m), il Monte Bogleglio (1492 m) e il Monte Penice (1460 m)

## Storia
Attraversata dai due maggiori fiumi italiani per portata, il Po e il Ticino, che confluiscono quasi nel suo centro, la provincia di Pavia appare, a seconda dei punti di vista, divisa o unita da questi fiumi. Superficialmente si direbbe divisa, e tale fu storicamente quando il suo destino fu deciso da forze esterne, per le quali un fiume poteva essere un comodo confine amministrativo o politico-militare. Al contrario, quando furono le forze locali a poter giocare un ruolo determinante, prevalse la tendenza all'unione delle terre lungo i fiumi, principali vie di comunicazione nella pianura, e motivo di coesione. Così i Romani, che divisero il territorio addirittura fra tre regioni diverse, non tennero in alcun conto le precedenti aggregazioni etniche, che - come diremo - appaiono organizzate lungo i fiumi.
Nel Medioevo fu la città di Pavia ad aggregare di nuovo il territorio, ma nel XVIII secolo, nel dominio assoluto delle cancellerie europee, esso fu smembrato tra stati diversi, e Napoleone, padrone di tutte queste aree, mantenne questa divisione radicale. Sarà necessario attendere l'azione del governo sabaudo, nel 1859, per vedere riunito definitivamente il territorio pavese. In tutto questo va comunque sottolineato il caso particolare della Lomellina, e in particolare di Vigevano, che nel corso dei secoli e ancora poco tempo prima dell'Unificazione aveva sempre cercato e spesso ottenuto forti autonomie dal potere centrale, come testimoniato da entità amministrative quali il Vigevanasco e, all'interno dello Stato di Milano nel XVII secolo, con una propria Congregazione indipendente da quella del Principato di Pavia.

### Età antica
Gli scarsi cenni, ricavabili dagli autori antichi e dalla toponomastica, sulle popolazioni che abitavano il territorio attorno alla confluenza del Ticino nel Po, ci consentono di avere un pur vago disegno del quadro etnografico fino al II secolo a.C.
Il popolo più importante era probabilmente quello dei Marici, citati da Plinio che ne fa, assieme ai Levi, i fondatori di Pavia (Ticinum). Entrambi erano di stirpe celtica: i Marici si distendevano lungo il Po nelle province di Pavia e Alessandria, i Levi lungo il Ticino. Proprio alla confluenza dei due fiumi questi popoli confinanti fondarono Pavia, probabilmente come loro mercato e luogo di incontro. 
Più a ovest, a nord del Po, si trovavano i Libìci (Lebeci secondo Polibio), che occupavano la Lomellina occidentale e l'adiacente Vercellese. Non sembra avere invece consistenza storica il fantomatico popolo degli Iriati, nato dall'arbitraria correzione del nome degli Iluati, citati da Livio, per ottenere una suggestiva ma superflua connessione con il nome della città di Iria, Voghera.
I Romani giunsero nella provincia di Pavia nel III secolo a.C., al tempo delle guerre contro i Galli e i Cartaginesi. Nel 222 a.C. sconfissero gli Insubri a Clastidium, nell'Oltrepò Pavese, uno dei principali villaggi dei Marici loro alleati. Nel 218 a.C. furono sconfitti da Annibale presso il Ticino. La successiva colonizzazione ebbe come centro propulsore la vicina colonia latina di Piacenza, la cui centuriazione si distese su tutta la pianura dell'Oltrepò.
La fondazione, attorno al 120 a.C., della colonia di Tortona, determinò il passaggio all'area di influenza di tale città della parte occidentale dell'Oltrepò Pavese (Voghera). La colonizzazione di Pavia (187 a.C.) fu pure realizzata con la centuriazione della pianura a nord del Po e ad est del Ticino, mentre la parte a ovest del Ticino non conserva tracce di centuriazione (se non attorno a Vigevano, dove giungeva la colonizzazione di Novara). È pertanto da ritenersi che nella Lomellina, come forse nella parte collinare dell'Oltrepò, più a lungo si mantenesse l'elemento indigeno. La zona a nord del Po, nella suddivisione dell'Italia in regioni operata da Augusto, fu attribuita alla Transpadana, mentre l'Oltrepò fu suddiviso tra l'Emilia e la Liguria lungo il confine tra le aree di influenza di Piacenza e Tortona. A partire dalla tarda romanità il territorio della provincia acquisì un ruolo di primo piano nello scenario nazionale: Pavia divenne sede di una zecca imperiale dal III secolo d.C., vi furono istituite fabbriche statali di armi e proprio a Pavia (dove era stanziato un grosso contingente militare) si rifugiò Oreste, incalzato dalla rivolta di Odoacre nel 476 d.C., la cattura di Oreste e la deposizione del figlio Romolo Augustolo decretò la fine dell'impero romano d'occidente. Contemporaneamente, un altro centro conosceva, sempre per ragioni militari, grande sviluppo: Lomello.

### Medioevo
Durante il regno degli Ostrogoti, Teodorico fece realizzare un grande palazzo reale a Pavia che divenne, insieme a Verona e Ravenna, sede regia. Nel 572 Pavia fu conquistata dai Longobardi, che ne fecero la loro capitale. I Longobardi organizzarono le loro conquiste in ducati, ma la geografia amministrativa del territorio pavese in questo periodo non è nota. 

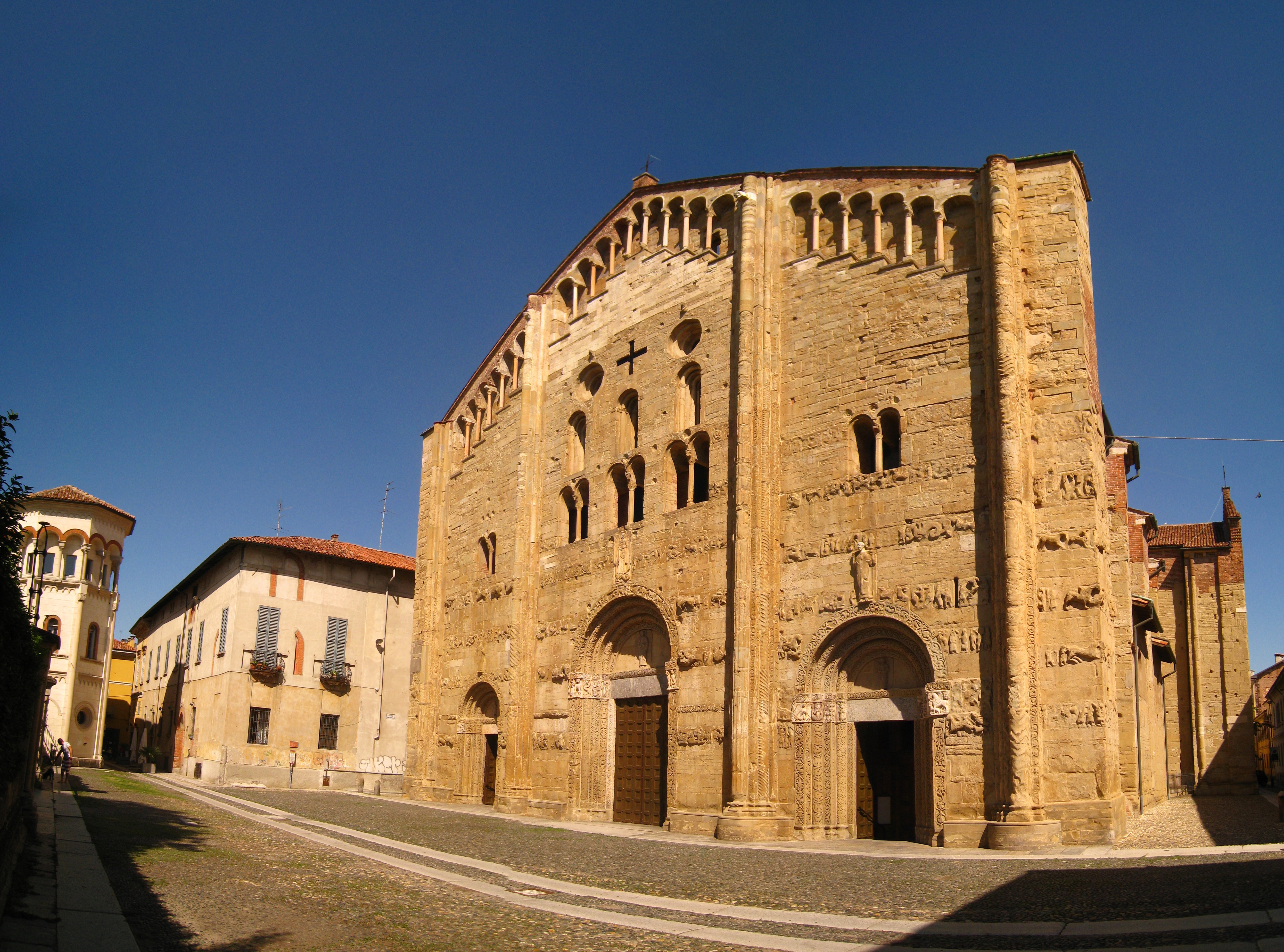
La basilica di San Michele a Pavia

Pavia, fino al 1024 capitale del regno d'Italia, fu sede del palazzo reale, il quale era formato da un grande complesso di edifici dove trovavano sede, oltre alla corte e all'abitazione del sovrano. nel quale l’Europa poteva rifornirsi di prodotti di lusso provenienti dal mondo bizantino e islamico. Grazie alle vie d’acqua a Pavia giungevano, oltre ai veneti, anche mercanti salernitani, gaetani, amalfitani e dell’Europa settentrionale, come gli angli e sassoni.
Il re Rotari nel 643 emise l'editto e si ebbe una rinascita religiosa cattolica, con varie fondazioni monastiche fra le quali primeggia il Monastero di San Pietro in Ciel d'Oro.
Nella successiva età carolingia il territorio venne diviso in contee: nella provincia di Pavia furono istituite quelle di Pavia, di Lomello (da cui si originò la Lomellina), a nord del Po. Il territorio a sud del fiume apparteneva nella parte occidentale alla contea di Tortona, nella parte centrale e orientale (ecclesiasticamente nella diocesi di Piacenza) rimase forse nel territorio piacentino, come in epoca romana. La città era attraversata dalla "Roggia Carona, che permise con le sue acque la nascita di diverse attività artigianali.
Nel 996 è conte di Lomello Cuniberto; lascia la contea ai figli Aginulfo e Ottone I, che nel 1001 concentra nelle sue mani anche le cariche di Conte di Pavia e di Conte Palatino (la maggiore carica giudiziaria del Regno), con sede nel Sacro Palazzo (Palazzo Reale) di Pavia. Nel 1024, alla morte dell'Imperatore Enrico II, i Pavesi distrussero questo palazzo, e i conti palatini si ritirarono in Lomellina, loro dominio originario, dove resistettero alle pressioni del nascente comune pavese; furono infine sottomessi e costretti a stabilirsi in città.
Nello stesso tempo il Comune di Pavia cominciò a estendere la propria influenza sull'Oltrepò, dove già il Vescovo e vari monasteri della città avevano la signoria su numerosi paesi.
La città di Pavia stava quindi unificando per la prima volta nella sua storia il territorio di quei popoli che l'avevano fondata molti secoli prima. Questo stato di fatto fu ufficializzato nel 1164 da Federico I, che attribuì a Pavia l'intera Lomellina e gran parte dell'Oltrepò. Rimaneva indipendente la zona meridionale dell'attuale provincia: per il possesso di queste terre Pavia dovette lottare a lungo con i Comuni vicini (come nella battaglia di Casei Gerola del 1213), specie con Piacenza, raggiungendo infine una certa stabilità di confini. Ma la più pericolosa nemica di Pavia fu senza dubbio Milano, che le contese a lungo il possesso della Lomellina.Tuttavia Pavia, sempre ghibellina, poté giovarsi dell'aiuto dell'imperatore Federico I (che fu incoronato nella basilica di San Michele re d'Italia e più volte soggiornò in città) e del nipote Federico II.
I Pavesi esercitarono sul loro territorio un potere signorile, mantenendo per secoli una condizione di privilegio rispetto agli abitanti rurali. I nobili pavesi vi possedevano la maggior parte dei beni fondiari, e questa situazione ancora sussisteva nel XVIII secolo. 
Dal punto di vista amministrativo, l'area soggetta a Pavia era divisa in quattro zone molto disuguali, convergenti sulla città, secondo i punti cardinali, ovvero le porte da cui tali zone si raggiungevano: 
- a nord la Campagna Soprana (da porta Laudense);
- a est la Campagna Sottana (da porta Oria);
- a ovest la Lomellina (da porta Marica);
- a sud l'Oltrepò con il Siccomario (da porta del Ponte).

Nei primi secoli del dominio pavese avvenne una sorta di osmosi tra le famiglie nobili di origine cittadina, che acquisivano terre, castelli e signorie nel territorio soggetto alla città, e le famiglie signorili locali di tale territorio, che si stabilivano in città, confondendosi con le prime. In tal modo si formò un'omogenea classe dominante, di famiglie che non mancavano d'avere un piede in città e uno nel contado, di qui una torre, di là un castello. In tal modo le lotte politiche interne alla città, che videro schierarsi le maggiori famiglie, ebbero immediata ripercussione nel dominio pavese.
Tra queste famiglie dobbiamo ricordare in particolare:
- i conti palatini, da cui discesero i Langosco, gli Albonese, gli Sparvara e i Gambarana, capi della parte guelfa;
- i Sannazzaro, anch'essi di parte guelfa;
- i Beccaria, capi della parte ghibellina;
- i Belcredi, di parte ghibellina;
- i Giorgi, di parte ghibellina, ma spesso nel ruolo di pacieri.

La lotta si focalizzò sulle casate dei Langosco e dei Beccaria, che avevano i loro punti di forza rispettivamente in Lomellina e nell'Oltrepò. Alla fine però ebbero la meglio i Visconti di Milano, che presero la città nel 1359, dopo aver assoggettato tutto il territorio. Galeazzo II, richiamandosi all'antico regno longobardo, portò la sua corte da Milano a Pavia, dove eresse il castello Visconteo e fondò l'università. La corte viscontea rimase a Pavia anche sotto Gian Galeazzo ( a cui si deve la certosa) e Filippo Maria. Quando i domini viscontei furono elevati a Ducato con decreto imperiale (1395), il territorio pavese prese il nome di Contea di Pavia, ed era appannaggio del Duca di Milano o del suo erede.

### Età moderna
Nel 1499 il territorio pavese, passato con Milano agli Sforza, ebbe dall'imperatore la qualifica di Principato, che lo poneva al secondo posto dopo il Milanese tra le province sforzesche. Nel 1535 passò con Milano alla Spagna, e in quello stesso anno buona parte della Lomellina settentrionale entrò a far parte del Vigevanasco, il contado assegnato alla città di Vigevano da Francesco II Sforza che per oltre due secoli avrebbe garantito l'autonomia della città e del territorio circostante.
Nel 1564 il governo spagnolo, riconosciuta l'iniquità dei privilegi fiscali dei cittadini pavesi rispetto ai rurali, promosse la costituzione di congregazioni con la finalità principale di distribuire equamente tra le comunità il carico fiscale. Le congregazioni ebbero più in generale funzioni di coordinamento amministrativo e rappresentanza delle istanze locali di fronte al potere centrale. Non erano elette direttamente dalla popolazione, ma formate dai rappresentanti dei comuni principali: erano quattro, una per ognuna delle zone in cui era diviso il Principato; al di sopra si poneva la Congregazione generale del Principato, formata da 21 rappresentanti (7 per l'Oltrepò, 7 per la Lomellina, 4 per la Campagna Sottana e 3 per la Campagna Soprana), da cui era eletta una giunta formata da cinque sindaci, i quattro a capo delle congregazioni locali e il Sindaco generale. Nel secolo XVII la congregazione della Lomellina si staccò da quella generale del Principato; quest'ultima ebbe 24 delegati (12 per l'Oltrepò e 6 per ciascuna delle Campagne pavesi), e altrettanti ne ebbe la Congregazione della Lomellina, risultando almeno formalmente territorio autonomo.
Il Principato di Pavia non aveva esattamente la stessa estensione dell'attuale Provincia. Comprendeva le seguenti zone:
- la città di Pavia;
- il Parco Vecchio, situato a nord della città, cinto da mura e comprendente la parte originaria dell'antico parco visconteo;
- il Parco Nuovo, tra il Parco Vecchio e la Certosa;
- il Vicariato di Settimo, cuneo del territorio milanese tra la Campagna Soprana e Sottana e il Parco Nuovo, amministrato da Pavia, comprendente Bornasco e Zeccone;
- la Campagna Soprana, a nordovest dei territori precedenti, fino al Ticino;
- la Campagna Sottana, a sudest dei medesimi, fino al Po;
- l'Oltrepò, che a sud giungeva fino a una linea comprendente Rivanazzano, Torrazza Coste, Montalto Pavese, Rocca de' Giorgi e Canevino; inoltre comprendeva a nord del Po il Siccomario e Mezzana Bigli, e infine Sale, Piovera e Guazzora (in provincia di Alessandria);
- aggregate al territorio pavese, le giurisdizioni situate a sud dell'Oltrepò nella Contea di Bobbio: il Bobbiese con Bobbio e Corte Brugnatella in alta Val Trebbia (ora in provincia di Piacenza), Cella di Bobbio (poi suddiviso fra Varzi e Santa Margherita di Staffora), Santa Margherita di Bobbio, Menconico, Romagnese ed altri feudi, il feudo di Fortunago con Borgoratto, Montesegale, Rocca Susella, i marchesati Malaspiniani di Varzi, Godiasco, Oramala e Groppo, Pregola, Staghiglione, Pizzocorno, Val di Nizza, il feudo di Cecima e le cosiddette Langhe Vermesche (Zavattarello, Valverde, Pietra Gavina, Trebecco, Ruino e Torre degli Alberi, Caminata) ed altri feudi imperiali;
- la Lomellina, cioè la zona tra Po e Ticino a ovest del Siccomario, che comprendeva anche Bastida Pancarana a sud del Po, e inoltre Valenza e Bassignana (in provincia di Alessandria).

Non comprendeva invece: 
- la provincia del Vigevanasco, formata da due gruppi di paesi attorno a Vigevano e Robbio;
- il territorio di Landriano, Bascapè e Torrevecchia Pia, e quello di Vidigulfo e Siziano, appartenenti al milanese (Vicariato di Binasco e Pieve di San Giuliano); essi furono uniti al territorio pavese nel 1786;
- la signoria di Bagnaria, feudo imperiale (poi uniti nella provincia di Bobbio);
- Monticelli Pavese, nel ducato di Piacenza.

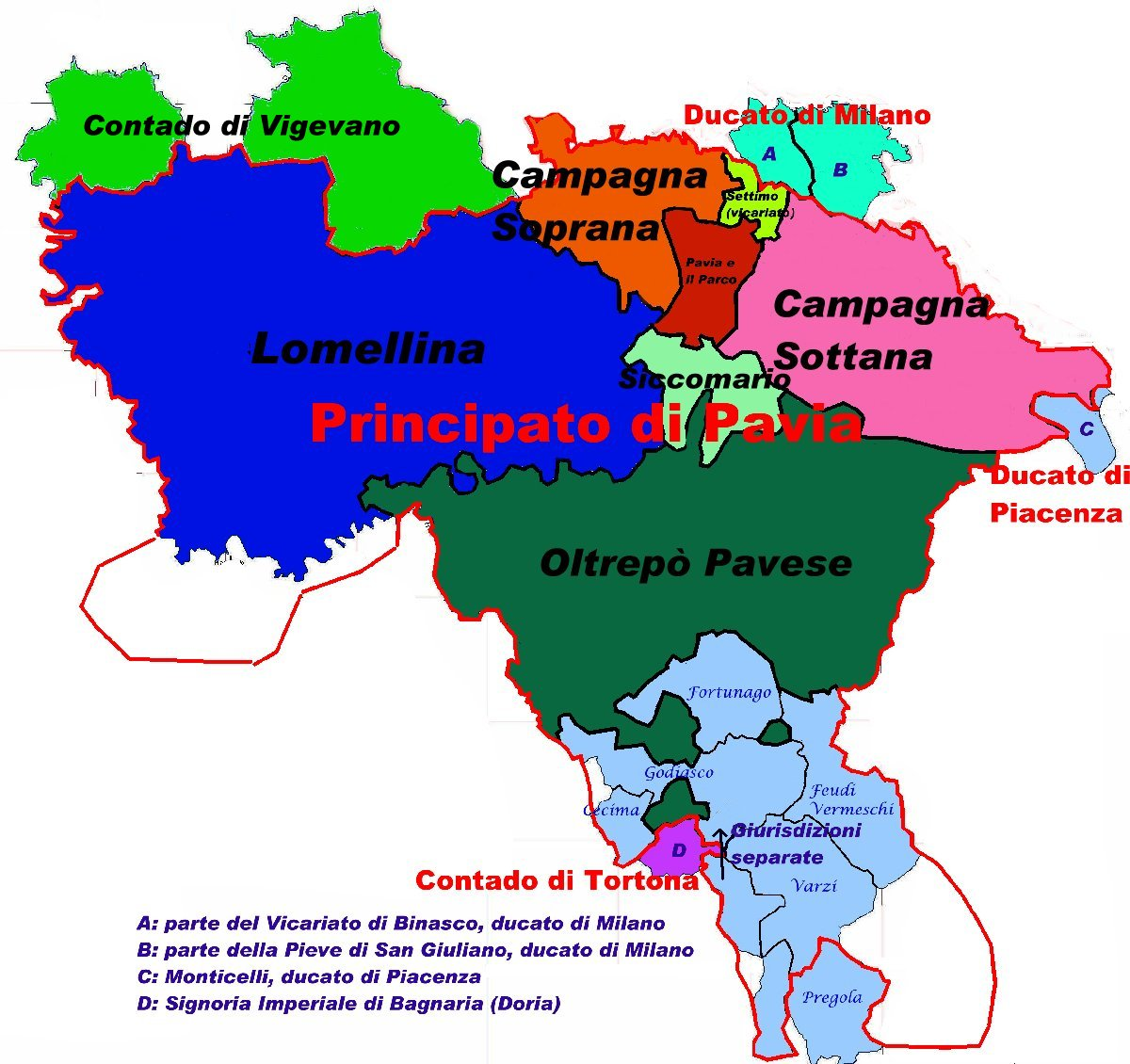
Territori storici della Provincia di Pavia (XVII secolo circa).

Nel XVIII secolo avvenne lo smembramento del territorio pavese: nel 1707 la Lomellina, e nel 1744 l'Oltrepò con il Siccomario furono annessi al Piemonte, cui fu ceduto anche il Vigevanasco. La Lomellina, il Vigevanasco e l'Oltrepò Pavese divennero province piemontesi con capoluoghi rispettivamente Mortara, Vigevano, Voghera e Bobbio. La provincia di Lomellina aveva però perso Valenza, Bassignana e cinque piccole terre lungo il Tanaro, unite ad Alessandria. A Pavia rimase un piccolo territorio, appartenente alla Lombardia austriaca, col nome di Principato prima e di Provincia dal 1786. Nel periodo napoleonico (1797 - 1814) l'unione del territorio pavese non venne ripristinata.
È significativo come, essendo stato richiesto agli abitanti dell'Oltrepò con un referendum a quale territorio volessero essere uniti, e avendo essi risposto che volevano tornare con Pavia, la loro volontà sia stata semplicemente ignorata dal governo francese. La divisione pertanto continuò: Pavia con le Campagne fu annessa al Dipartimento d'Olona, la Lomellina e il Siccomario al Dipartimento dell'Agogna, che furono parte della Repubblica Italiana e del Regno d'Italia; l'Oltrepò, aggregato prima al Dipartimento di Marengo (Alessandria) e poi al Dipartimento di Genova, fece parte della Repubblica e poi Impero Francese. I confini furono rettificati, e fatti coincidere con linee naturali (in particolar modo il Po divenne confine di Stato: così l'Oltrepò perse Mezzana Bigli ma acquistò Bastida Pancarana).
Nel 1814, con il ritorno degli antichi regimi, le precedenti suddivisioni furono ripristinate, ma ben presto furono operate alcune modifiche per razionalizzare i confini. La provincia di Pavia, appartenente al Regno Lombardo-Veneto, fu ingrandita con i territori attorno ad Abbiategrasso (antiche pievi milanesi di Corbetta e Rosate), e inoltre con Monticelli Pavese ceduto dal Ducato di Parma e Piacenza (già dal 1786 alla provincia di Pavia era stato unito il Vicariato di Binasco ex milanese, e parte della pieve di San Giuliano). La Lomellina e il Vigevanasco (tranne Vinzaglio) furono uniti in una sola Provincia, appartenente alla divisione di Novara; l'Oltrepò invece fu diviso in due province, facenti capo a Voghera e a Bobbio, e appartenenti rispettivamente alle divisioni di Alessandria e Genova. L'Oltrepò perse Sale, Piovera e Guazzora, uniti alla provincia di Alessandria, ma acquistò Bagnaria, staccato da Tortona.
All'alba dell'unità d'Italia, nel 1859, l'amministrazione piemontese fu riformata (Decreto Rattazzi del 23 ottobre 1859): le province furono ridotte a circondari, come il circondario di Pavia, di nuove più ampie province coincidenti per lo più con le vecchie divisioni; i territori piemontesi dell'attuale provincia dunque erano destinati ad essere uniti alle province di Novara, Alessandria e Genova; ma l'annessione della Lombardia al regno di Sardegna permise di unire le tre ex province di Lomellina, Voghera e Bobbio alla provincia di Pavia. Quest'ultima peraltro restituì a Milano la zona di Abbiategrasso e Binasco, ma conservò a Pavia quella di Vidigulfo e Landriano.
Le variazioni non erano però finite: nel 1923 la città di Bobbio con buona parte del suo circondario comprendente anche i comuni di Trebecco, Caminata, furono unite alla provincia di Piacenza e in minor misura a quella di Genova; alcuni comuni tra cui Zavattarello, Ruino, Romagnese, ritornarono a Pavia tre anni dopo. Dopo di allora si sono avute solo modifiche marginali.
Nel 1936 venne aggregato alla provincia di Pavia l'ex comune di Cantonale, già appartenente alla provincia di Milano.

### Simboli
Lo stemma della provincia è stato concesso con regio decreto del 18 luglio 1930 e si può blasonare:
Lo stemma porta inquartati gli emblemi di Pavia (croce bianca in campo rosso), di Voghera, di Mortara (con un cervo che si abbevera ad una fonte, presso una quercia, al margine di una grande foresta che rappresenta la silva pulcra attraverso la quale passò la regina Teodolinda quando, sposato Agilulfo, da Lomello andò a Monza), e quello di Vigevano (in campo rosso un castello merlato ad una sola porta, con a destra un'alta torre merlata).
Il gonfalone, riconosciuto con DCG dell'11 luglio 1933, è un drappo di azzurro.

## Natura

### Fiumi
- Po
- Ticino
- Sesia
- Olona
- Agogna
- Staffora
- Trebbia

### Laghi
- Lago di Trebecco

### Parchi regionali
- Parco della valle del Ticino

### Parchi di interesse sovracomunale (PLIS)
- Parco della Vernavola
- Parco del Castello Dal Verme (Zavattarello)
- Parco del Castello di Verde (Valverde)
- Parco Le Folaghe (Casei Gerola)
- Parco Palustre di Lungavilla
- Parco di Fortunago
- Parco di val Pometto (Robbio)
- Parco del Monte Lesima
- Parco del Ticinello e del Lambro Meridionale (Siziano, Vidigulfo, Torrevecchia Pia)

### Riserve naturali statali
- Riserva naturale Bosco Siro Negri (Pavia)

### Zone di Protezione Speciale comunitarie (ZPS Rete Natura 2000)
- ZPS Boschi del Ticino
- ZPS Risaie della Lomellina

### Siti di Importanza Comunitaria (SIC Rete Natura 2000)
- Bosco Grande
- Riserva Naturale Monte Alpe
- Riserva Naturale Le Torraie - Monte Lesima
- Sassi Neri - Pietra Corva
- alcune Garzaie

### Riserve naturali regionali
- Riserva naturale del Monte Alpe (Menconico) (visitabile)
- Riserva naturale Le Torraie - Monte Lesima

### Riserve naturali provinciali
- RN Palude Loja (Zeme) e Garzaia Abbazia Acqualunga (visitabili solo con accompagnamento guide provinciali autorizzate, gratuito)
- Garzaie della Lomellina (accesso vietato): Garzaia del Bosco Basso, Garzaia della Cascina Isola, Garzaia di Villa Biscossi
- Garzaie del Pavese (accesso vietato): Garzaia della Carola, Garzaia di Porta Chiossa
- Garzaia della Roggia Torbida (Bressana Bottarone) (accesso vietato)

### Monumenti naturali provinciali
- Monumento naturale Garzaia di Celpenchio (Cozzo e Rosasco) (visitabile solo con accompagnamento guide provinciali autorizzate, gratuito)
- Monumento naturale Garzaia di Sant'Alessandro (Zeme) (visitabile solo con accompagnamento guide provinciali autorizzate, gratuito)
- altre garzaie (accesso vietato): Monumento naturale Garzaia della Cascina Notizia, Monumento naturale Garzaia della Cascina Verminesca, Monumento naturale Garzaia della Cascina Villarasca, Monumento naturale Garzaia della Rinalda.

### Aree di interesse naturalistico
- Boschetto di Scaldasole
- Giardino botanico alpino di Pietra Corva (Romagnese) (gestione provinciale)

## Infrastrutture e trasporti

### Linee ferroviarie
- Ferrovia Alessandria-Piacenza, stazioni ferroviarie di Voghera, Casteggio, Santa Giuletta, Broni, Stradella e Arena Po.
- Ferrovia Milano-Genova, stazioni ferroviarie di Certosa di Pavia, Pavia, San Martino Siccomario-Cava Manara, Bressana Bottarone, Pizzale-Lungavilla e Voghera.
- Ferrovia Pavia-Stradella, stazioni ferroviarie di Pavia, San Martino Siccomario-Cava Manara, Bressana Bottarone, Bressana Argine, Pinarolo Po, Barbianello, Broni, Stradella.
- Ferrovia Pavia-Cremona, stazioni ferroviarie di Pavia, Pavia Porta Garibaldi, Motta San Damiano, Albuzzano, Belgioioso, Corteolona, Santa Cristina e Bissone, Miradolo Terme, Chignolo Po, Lambrinia.
- Ferrovia Vercelli-Pavia, stazioni ferroviarie di Palestro, Robbio, Nicorvo, Mortara, Gambolò-Remondò, Tromello, Garlasco, Gropello Cairoli, Villanova d'Ardenghi, Cava-Carbonara, Pavia.
- Ferrovia Pavia-Alessandria, stazioni ferroviarie di Pavia, Cava-Carbonara, Sairano, Sairano-Zinasco, Zinasco Nuovo, Pieve Albignola, Sannazzaro, Ferrera Lomellina, Lomello, Mede, Torreberetti.
- Ferrovia Milano-Mortara, stazioni ferroviarie di Vigevano, Parona Lomellina, Mortara.
- Ferrovia Novara-Alessandria, stazioni ferroviarie di Torreberetti, Sartirana, Valle Lomellina, Olevano, Mortara, Albonese.
- Ferrovia Castagnole-Asti-Mortara, stazioni ferroviarie di Mortara, Cozzo, Candia Lomellina. Il traffico ferroviario sull'intera linea risulta sospeso dal 2012.

### Autostrade
- Autostrada A7 Milano-Genova coi caselli di Bereguardo-Pavia Nord, Gropello Cairoli-Pavia Sud e Casei Gerola.
- Autostrada A21 Torino-Piacenza-Brescia coi caselli di Voghera, Casteggio-Casatisma, Broni-Stradella.

### Aeroporti
- Aeroporto turistico di Voghera-Rivanazzano nel territorio comunale di Rivanazzano Terme.

### Trasporti pubblici su strada
La provincia di Pavia è favorita principalmente dagli autobus di Autoguidovie a partire dal 1º aprile 2018, che la divide in diverse aree principali:
- Comune ed Area Urbana di Pavia[9].
- Comune di Voghera[10].
- Area Pavese.
- Area Oltrepò.
- Area Lomellina[11].

Il fulcri principali di tutti gli autobus urbani sono la stazione di Pavia e l'autostazione affiancata ad essa. Collegano i quartieri dei comuni di Pavia, Voghera, Stradella e Sannazzaro con corse cadenzate ogni 10 minuti circa nei giorni feriali, 10-15 nel sabato e 30-40 minuti nei giorni festivi (non tutte le linee sono attive nei giorni festivi).
Le linee extraurbane partono principalmente da Pavia (Area Pavese), Voghera (Area Oltrepò), Vigevano e Mede (Area Lomellina) raggiungendo la città metropolitana di Milano e la regione Piemonte.
Le linee extraurbane collegano i comuni più distanti della provincia pavese:
- Area Pavese: Pavia (Autostazione), Milano (Romolo FS/M2 e Famagosta M2)*, Albuzzano, Vidigulfo, Siziano, Rosate*, Bereguardo, Motta Visconti, Lacchiarella*, Villanterio, Inverno e Monteleone, Corteolona e Genzone, Pieve Porto Morone, Pieve Emanuele*, Torrevecchia Pia, Bascapè, Binasco*, Stradella, Zibido San Giacomo*, Locate Triulzi*, Opera*, Landriano, Chignolo Po.
- Area Oltrepò: Pavia, Casteggio, Stradella, Rea, Voghera, Milano (Famagosta M2)*, Broni, Santa Maria della Versa, Bressana, Zavattarello, Romagnese, Varzi, Borgo Priolo Schizzola, Ruino Carmine, Godiasco, Corana, Fabbrica Curone**.
- Area Lomellina: Vigevano, Trecate***, Novara***, Mortara, Milano (Famagosta M2)*, Garlasco, Gravellona, Gropello Cairoli, Dorno, Sannazzaro, Pieve Cairo, Mede, Voghera, Valle Lomellina, Sommo, Zinasco.

*Città metropolitana di Milano.
**Provincia di Alessandria (Piemonte).
***Provincia di Novara (Piemonte).

## Cultura e Turismo
Dal punto di vista turistico la provincia di Pavia è ricca di castelli, palazzi, chiese e santuari legati principalmente al periodo Medievale, fra i tanti ricordiamo solo:

### Monumenti di età longobarda
- Chiesa di Sant'Eusebio
- Monastero di San Felice
- Chiesa di San Giovanni Domnarum

### Monumenti romanico
- Basilica di San Michele
- Basilica di San Pietro in Ciel d'Oro
- Basilica di Santa Maria Maggiore
- Chiesa di San Teodoro
- Chiesa di Santa Maria in Betlem

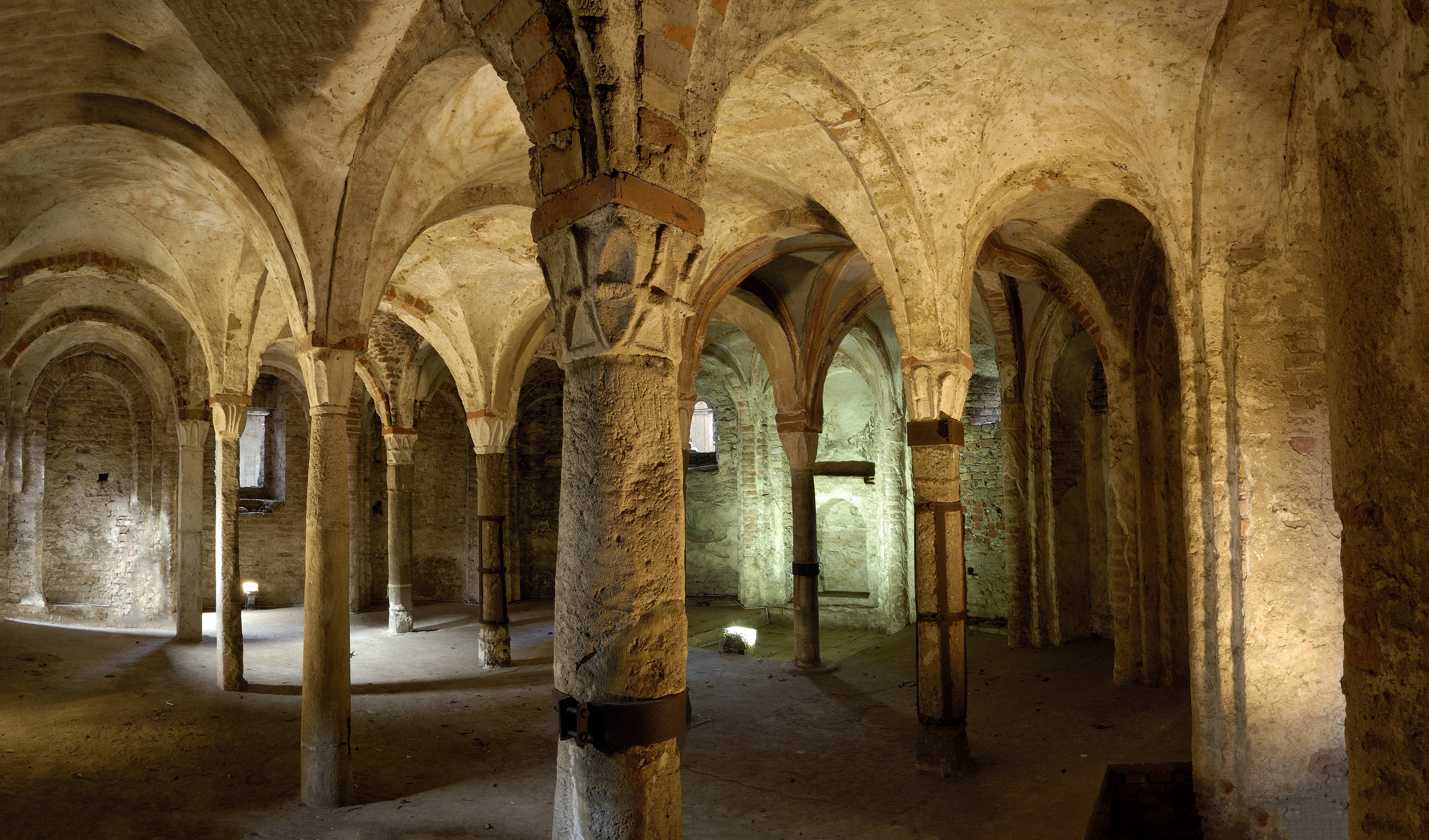
Eremo di Sant'Alberto di Butrio
- Broletto
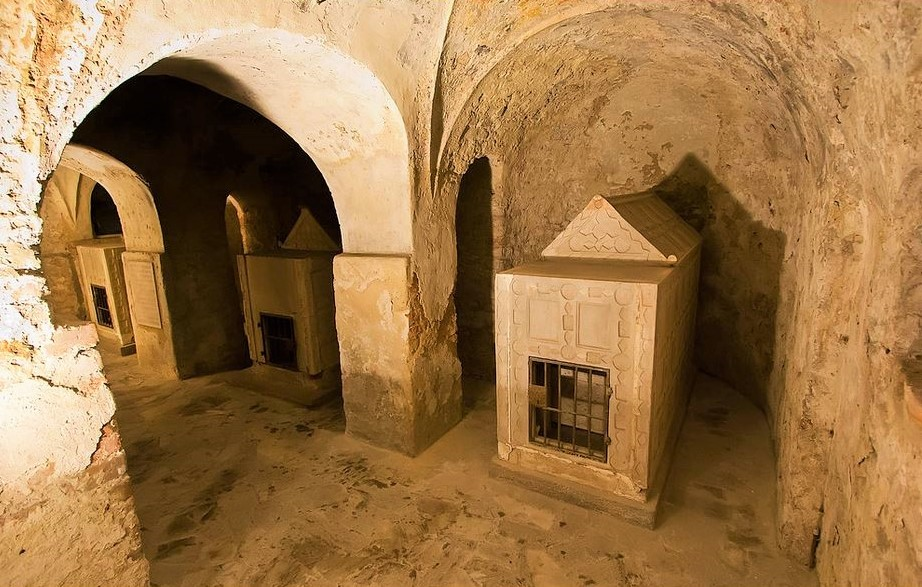
Torri  - Cripta di Sant'Eusebio
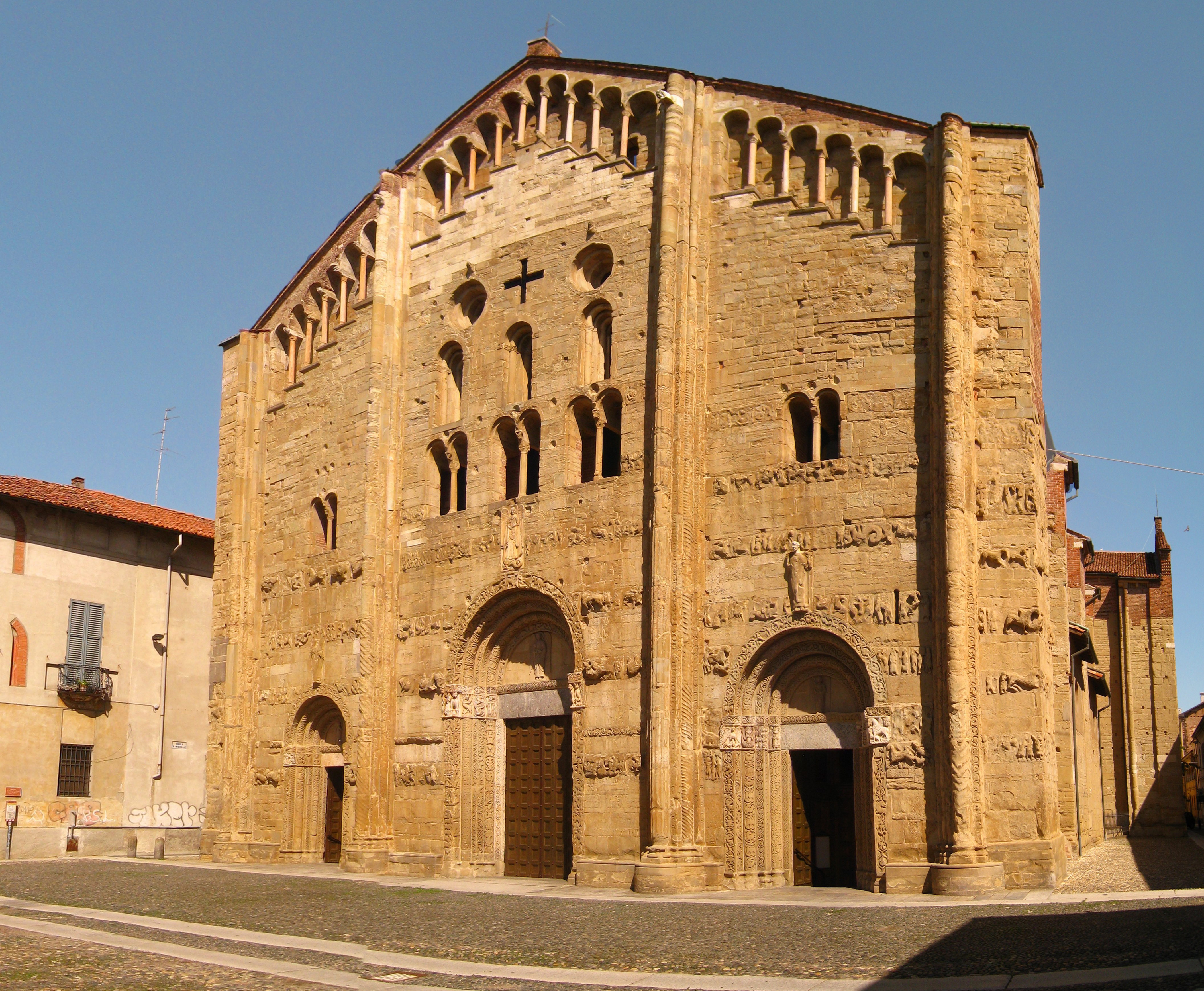
Basilica di San Michele Maggiore
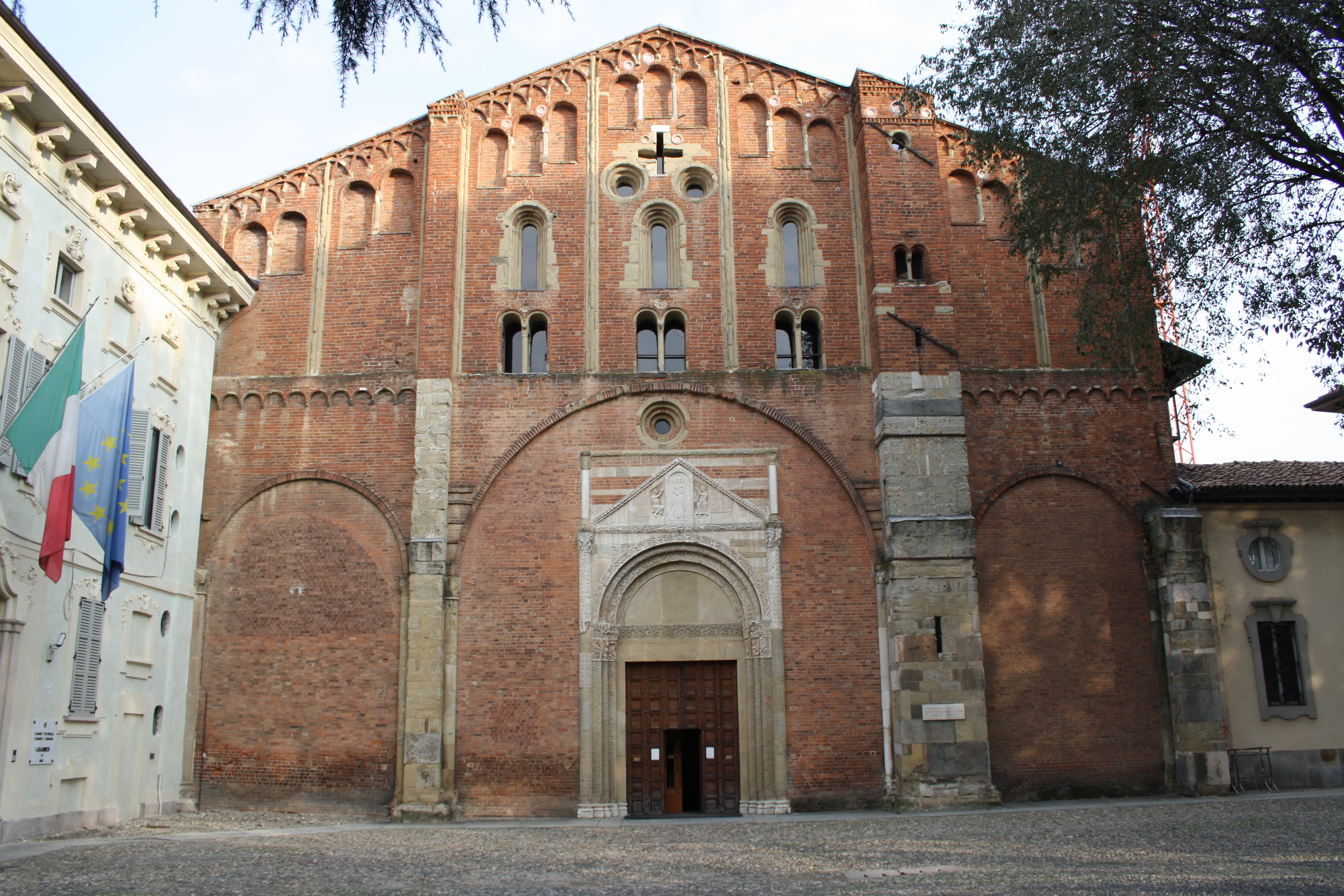
Basilica di San Pietro in Ciel d'Oro
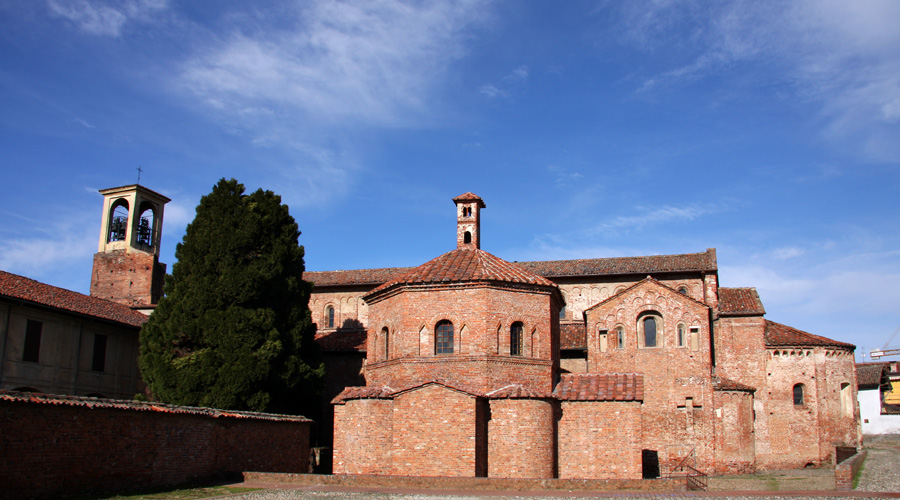
Basilica di Santa Maria Maggiore
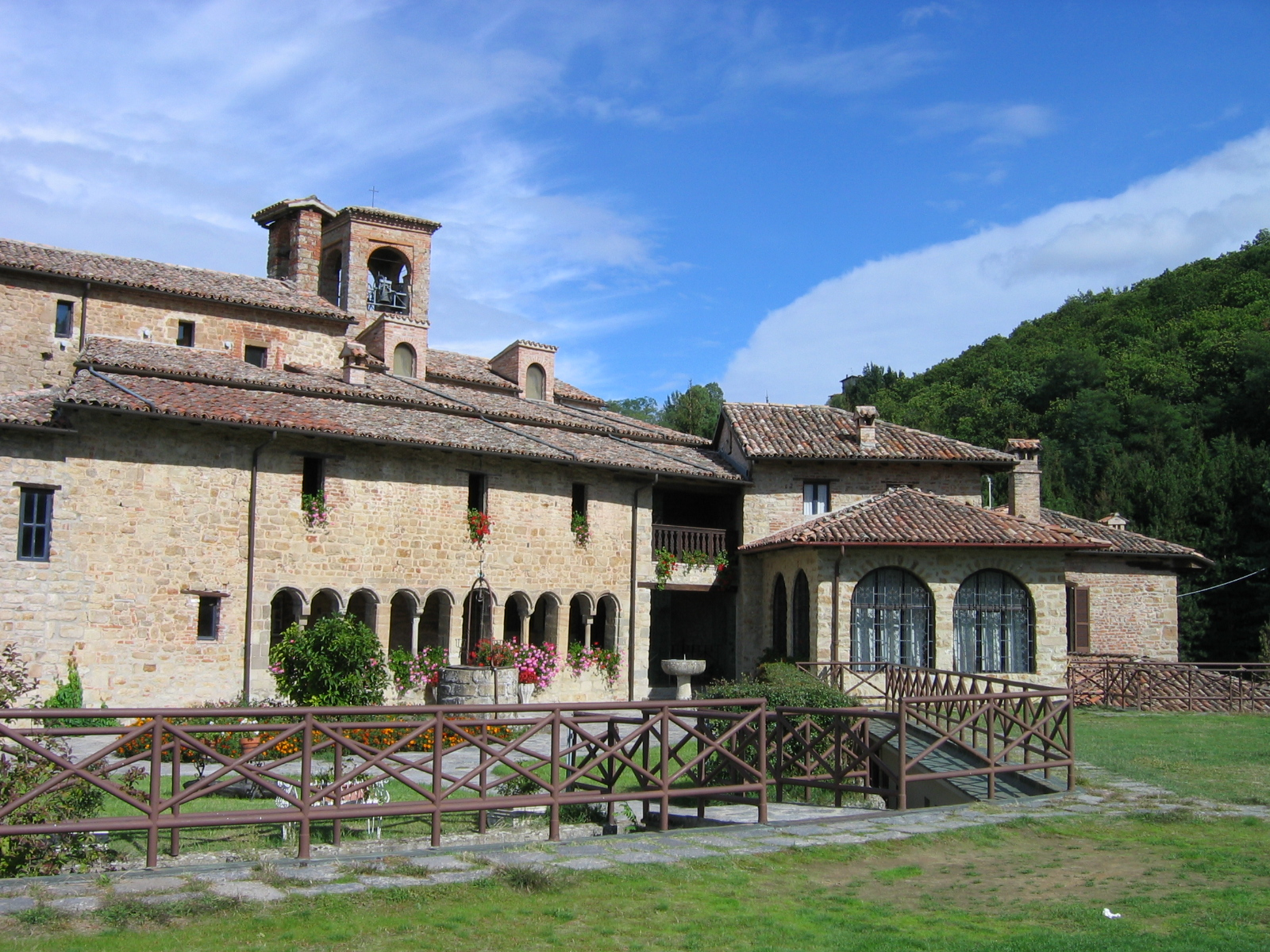
Eremo di Sant'Alberto di Butrio
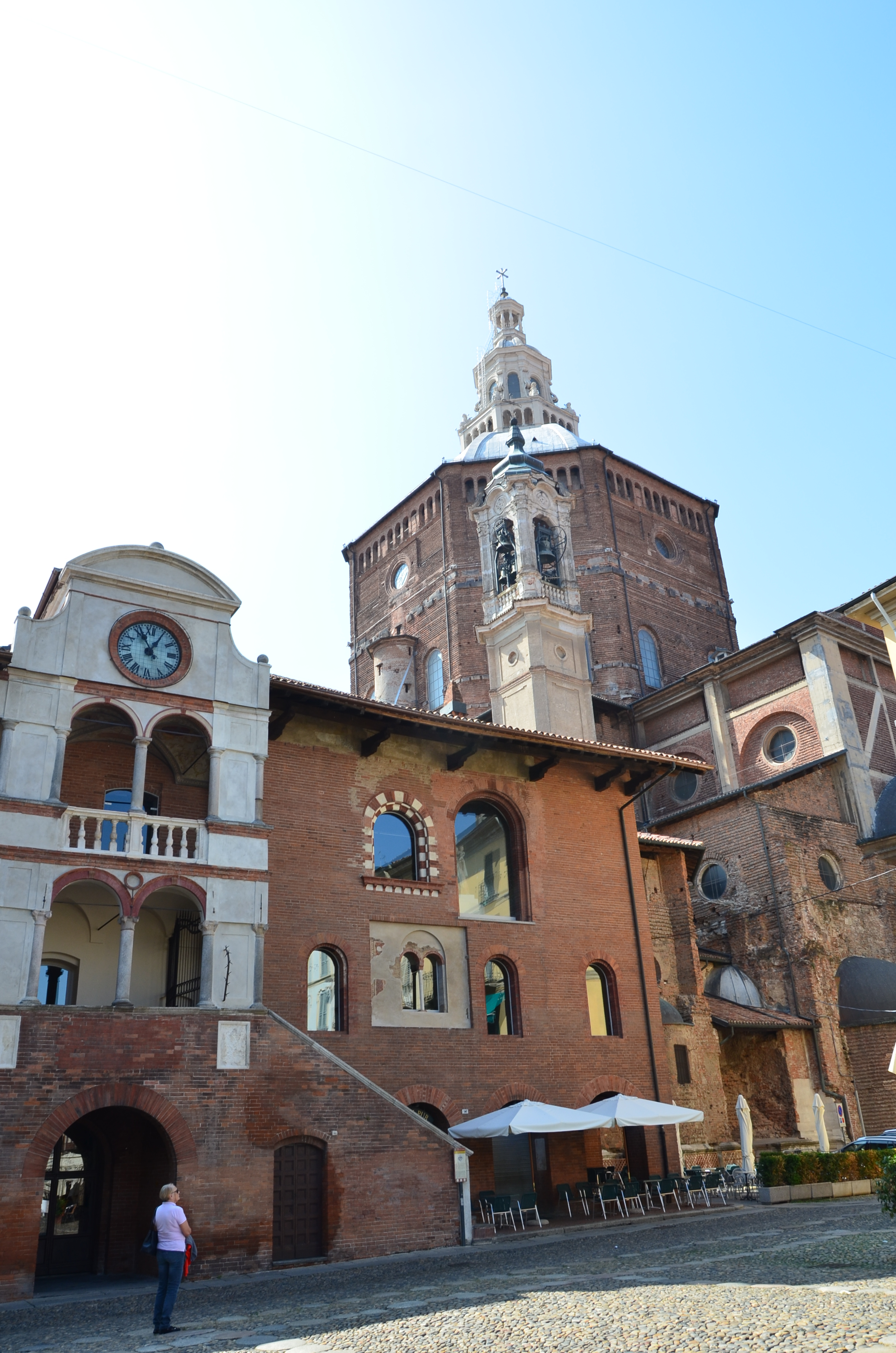
Il Broletto
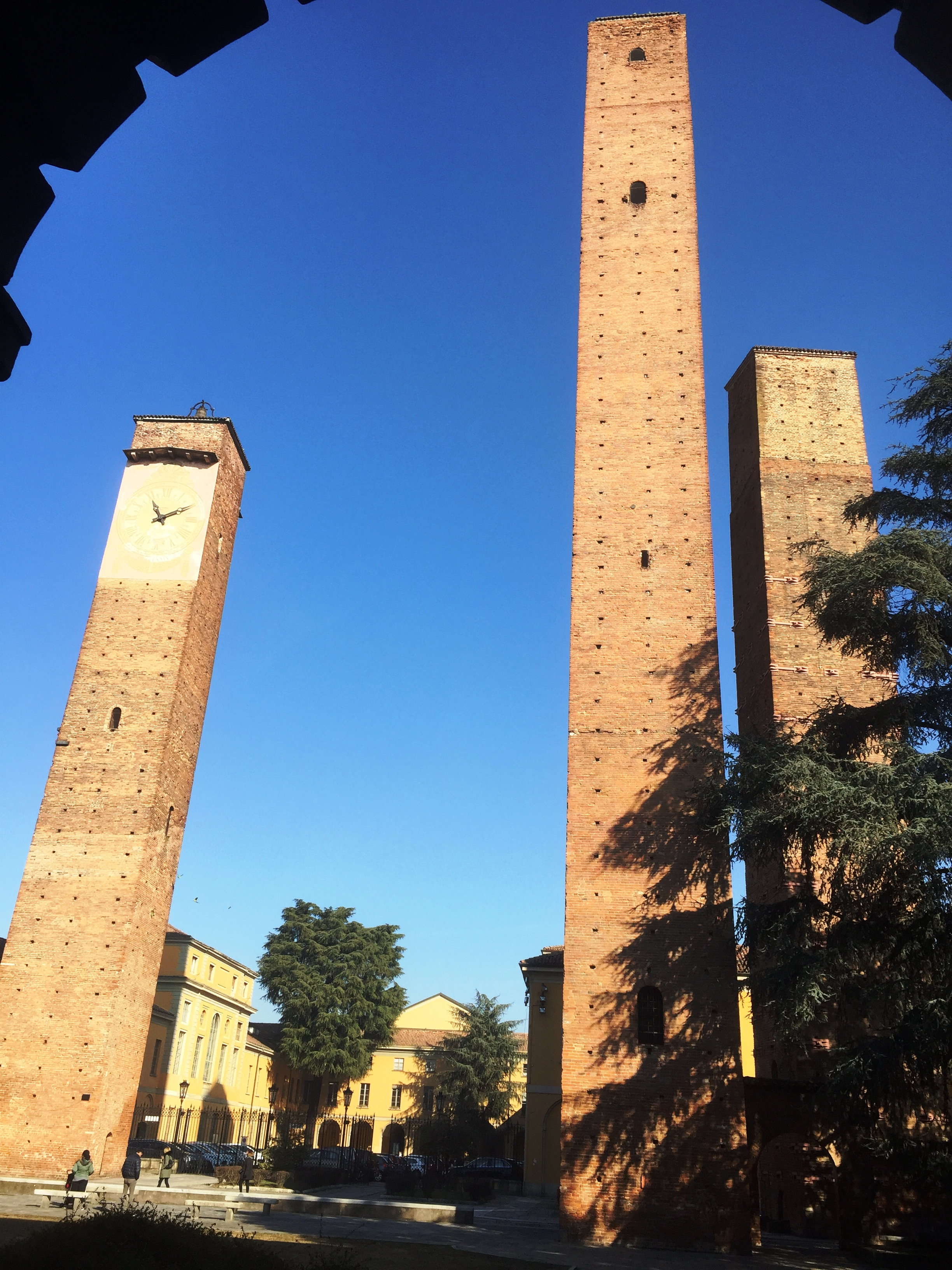
Alcune delle torri
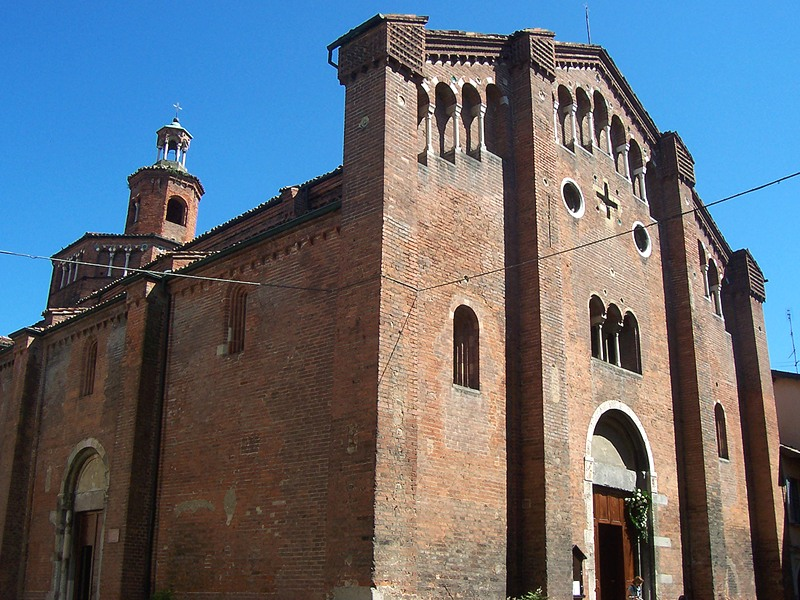
Chiesa di San Teodoro
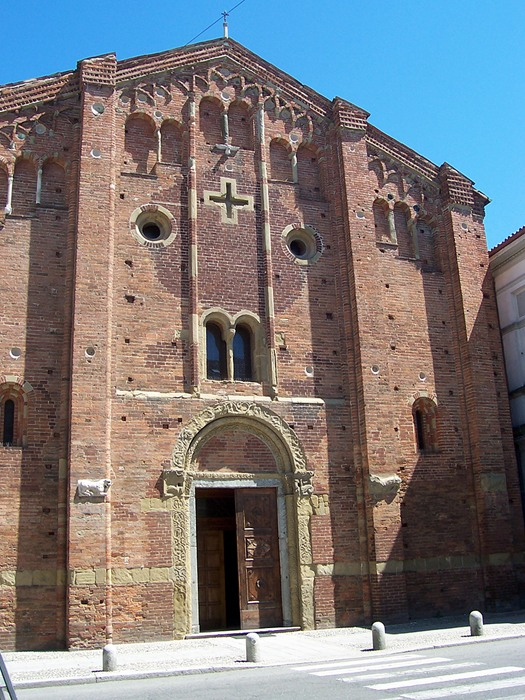
Chiesa di Santa Maria in Betlem
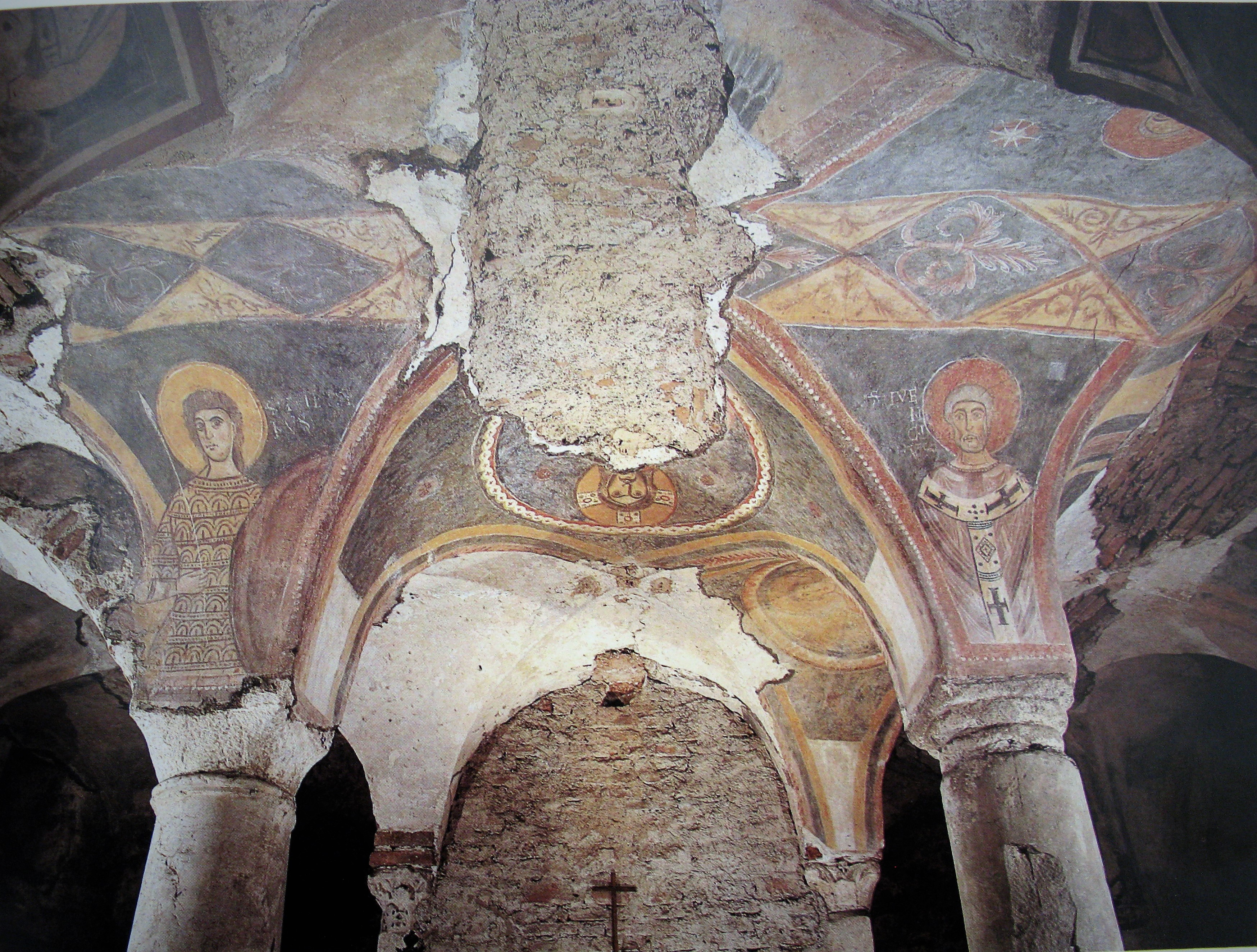
Cripta della chiesa di San Giovanni Domnarum
  - Cripta di San Felice
  - Basilica di San Michele Maggiore
  - Basilica di San Pietro in Ciel d'Oro
  - Basilica di Santa Maria Maggiore
  - Eremo di Sant'Alberto di Butrio
  - Il Broletto
  - Alcune delle torri
  - Chiesa di San Teodoro
  - Chiesa di Santa Maria in Betlem
  - Cripta della chiesa di San Giovanni Domnarum

### Monumenti in stile gotico

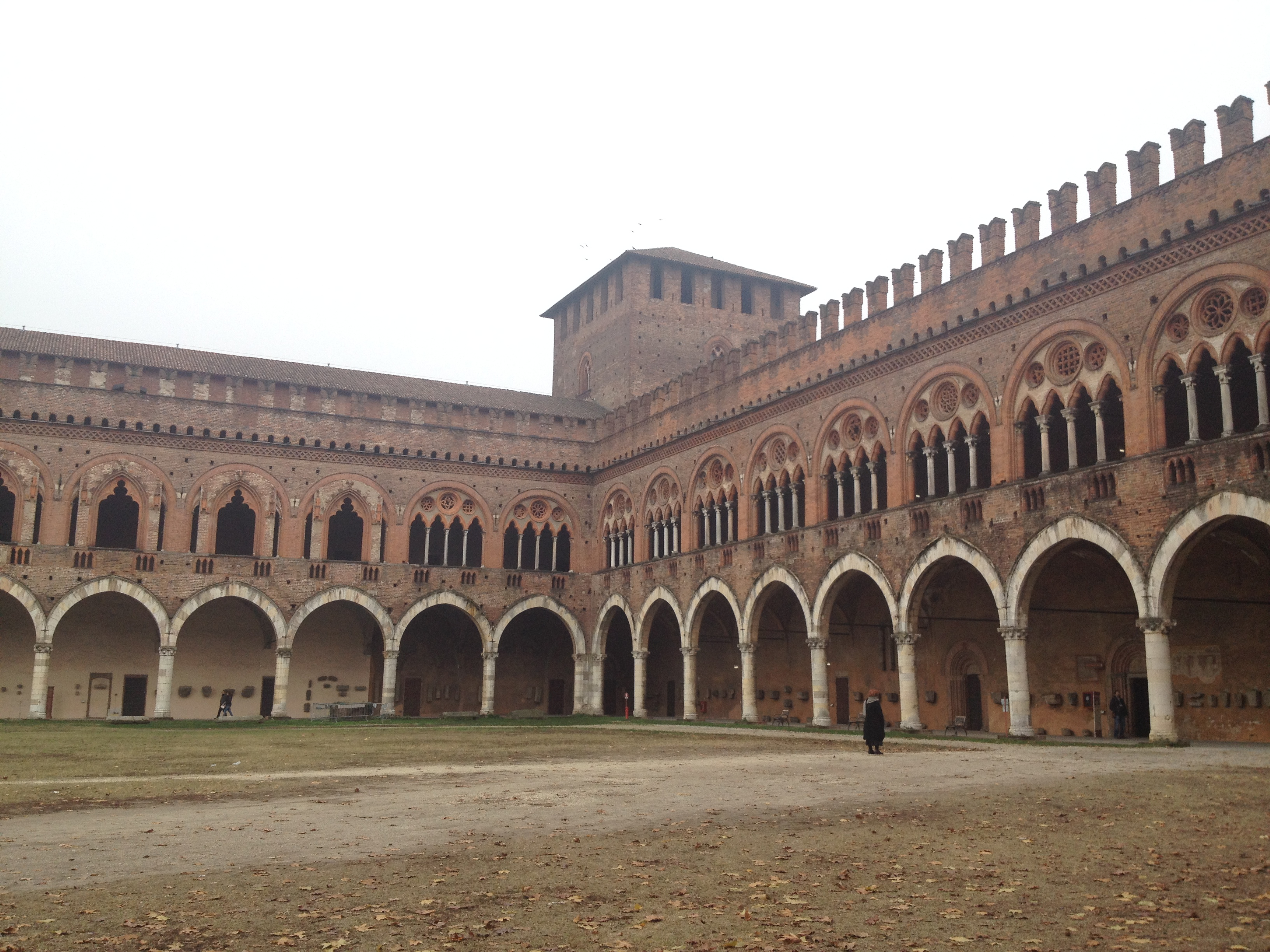
Castello Visconteo
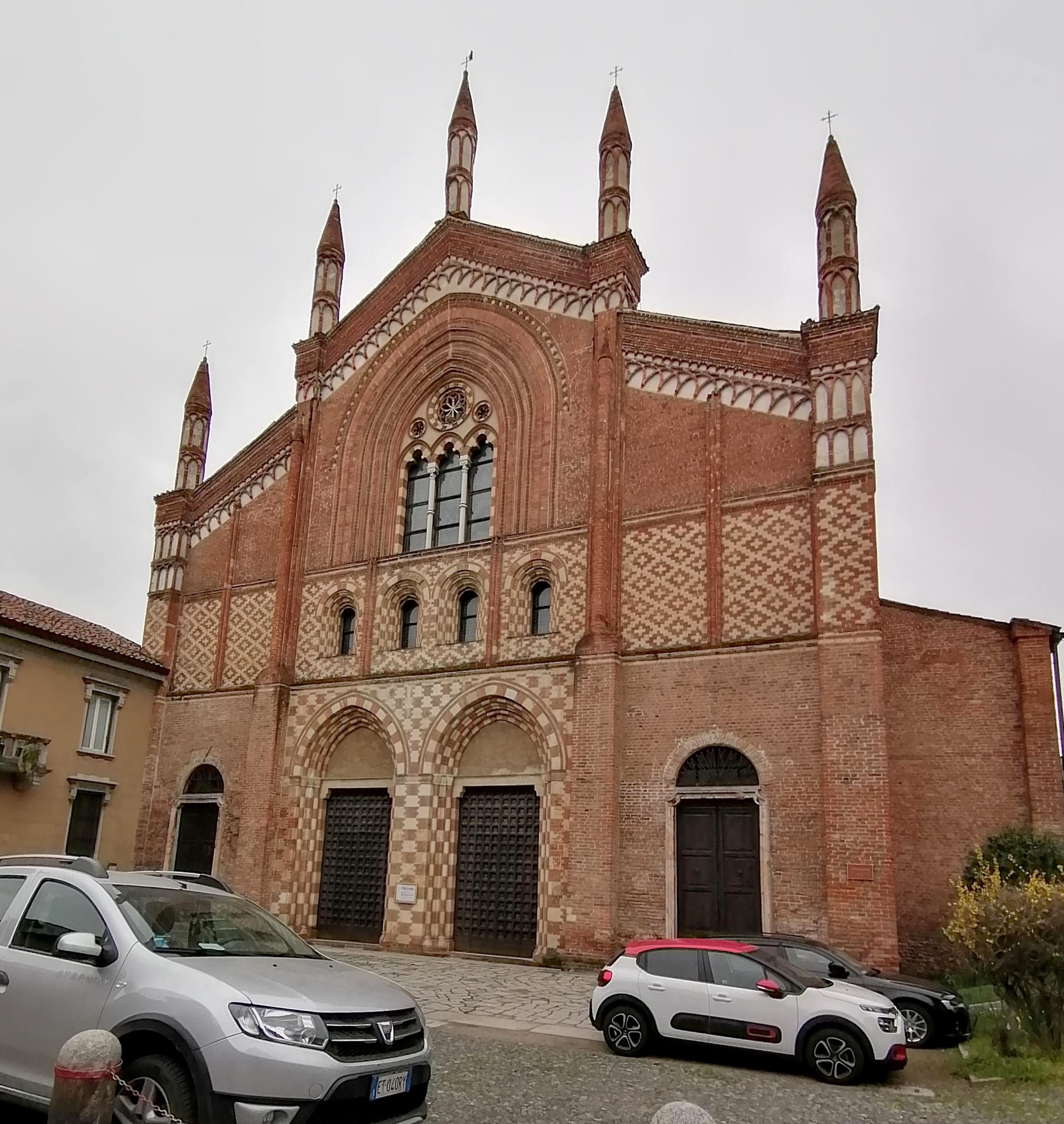
Chiesa di San Francesco
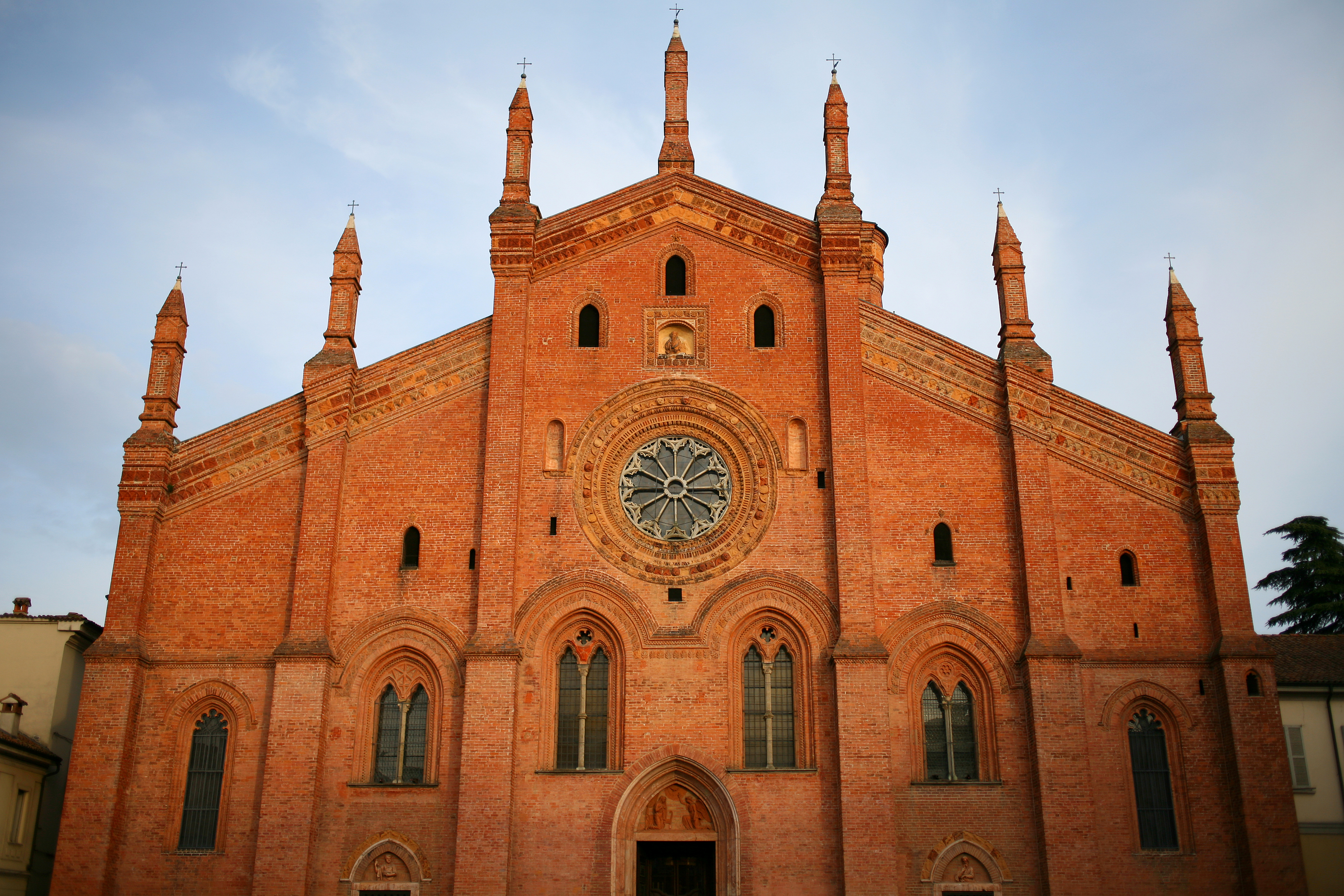
Chiesa di Santa Maria del Carmine
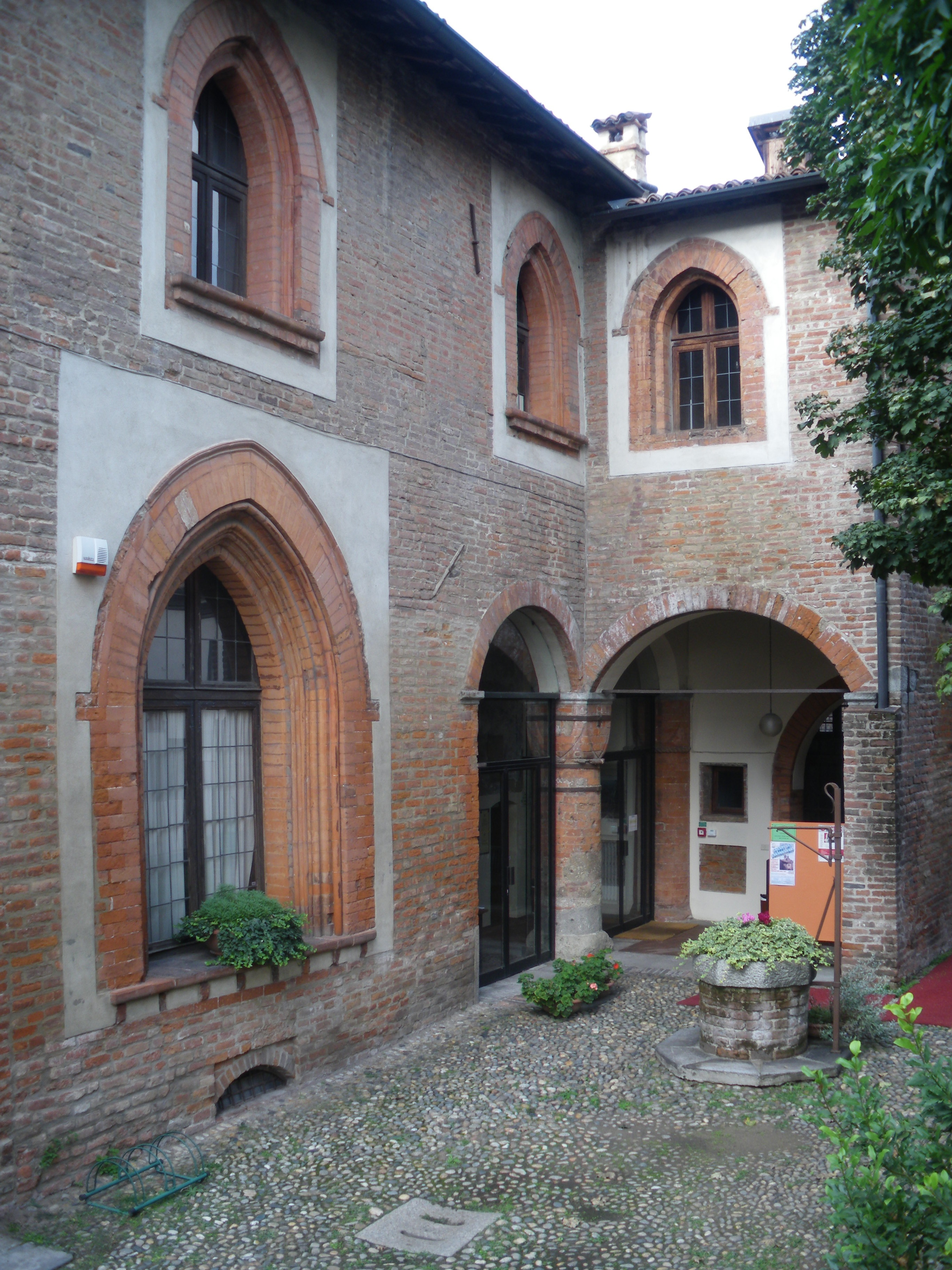
Casa degli Eustacchi
- Collegio Castiglioni
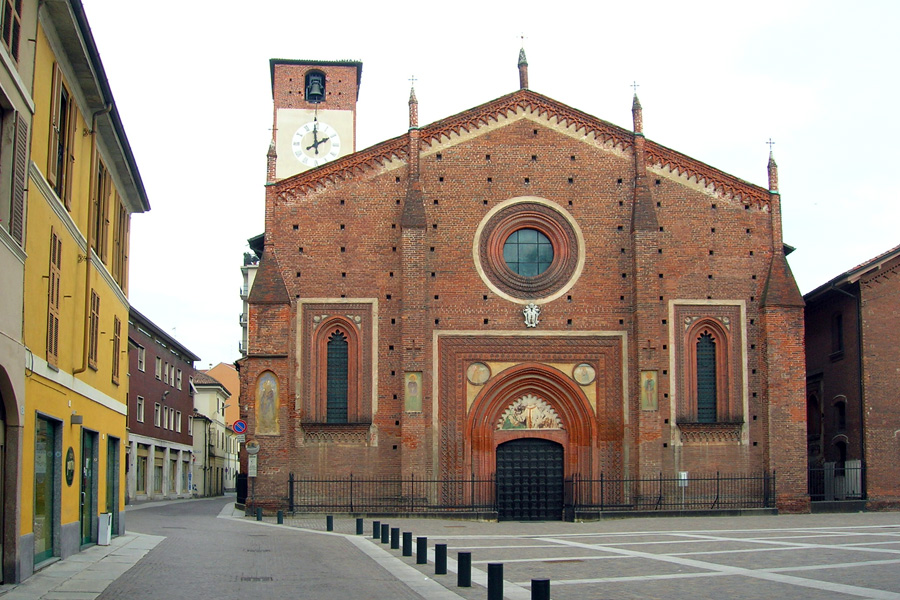
Basilica di San Lorenzo
- Castello di Belgioioso
- Castello Visconteo
- Castello di Lardirago
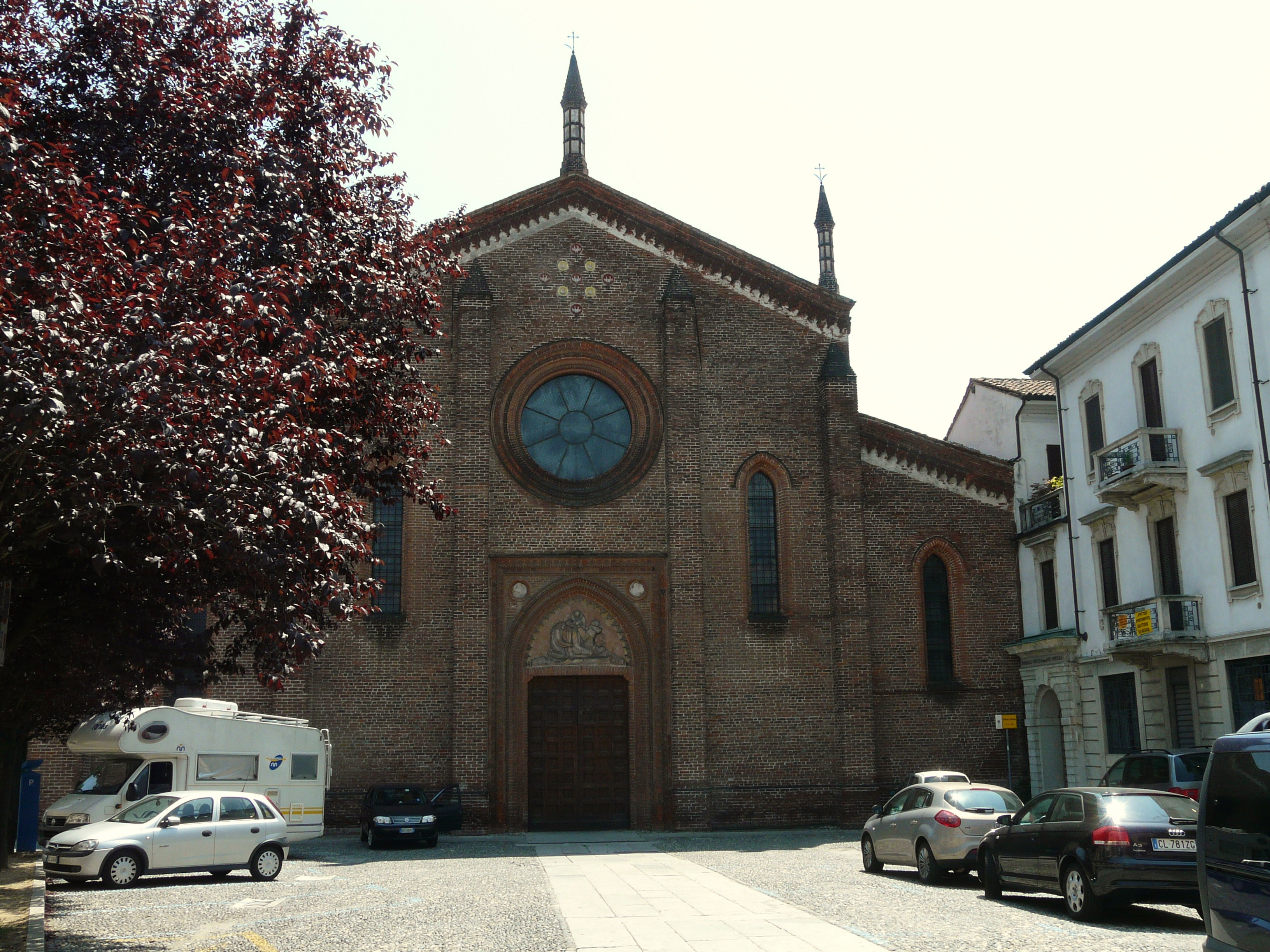
Chiesa di San Pietro Martire
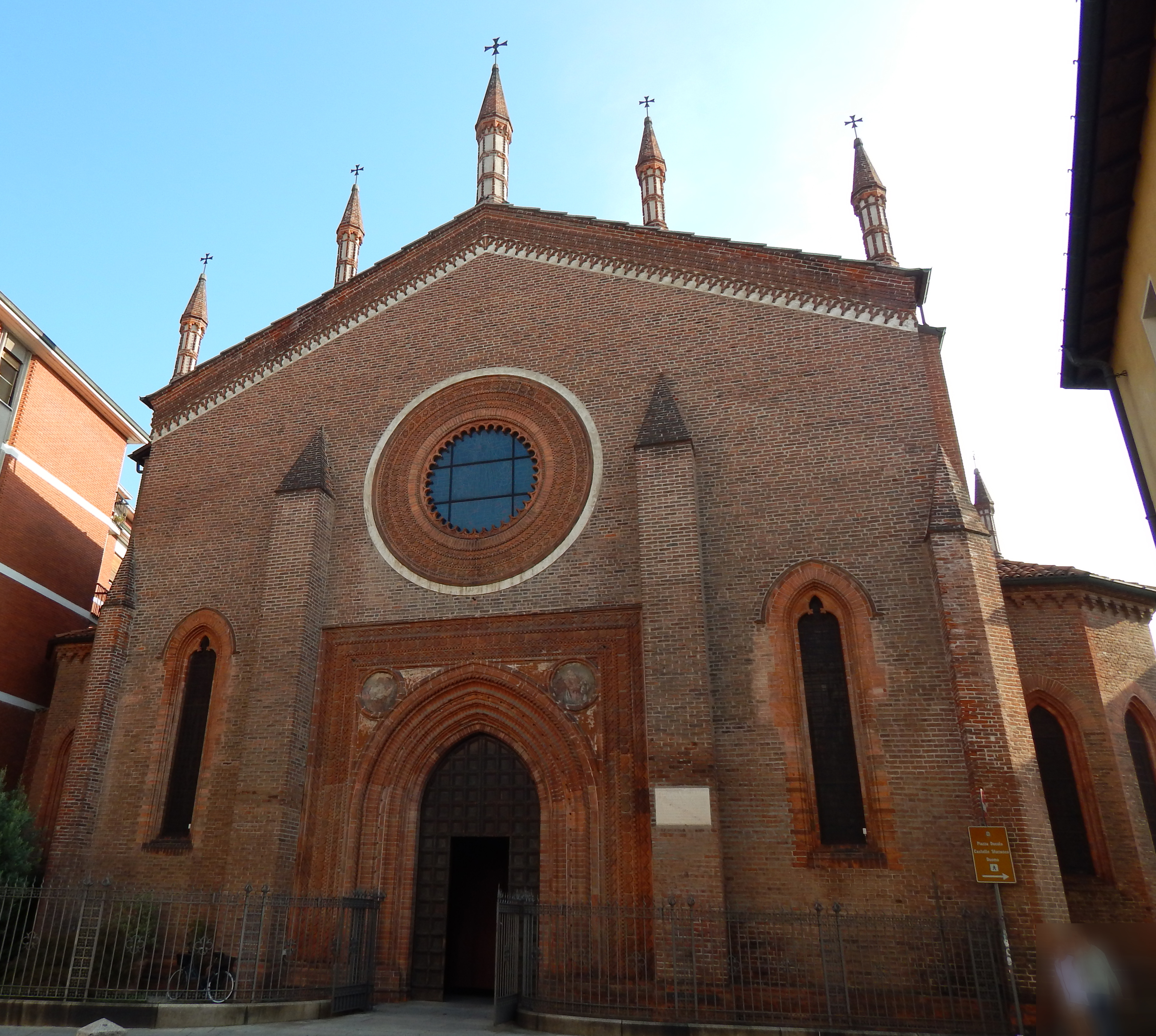
Chiesa di San Francesco
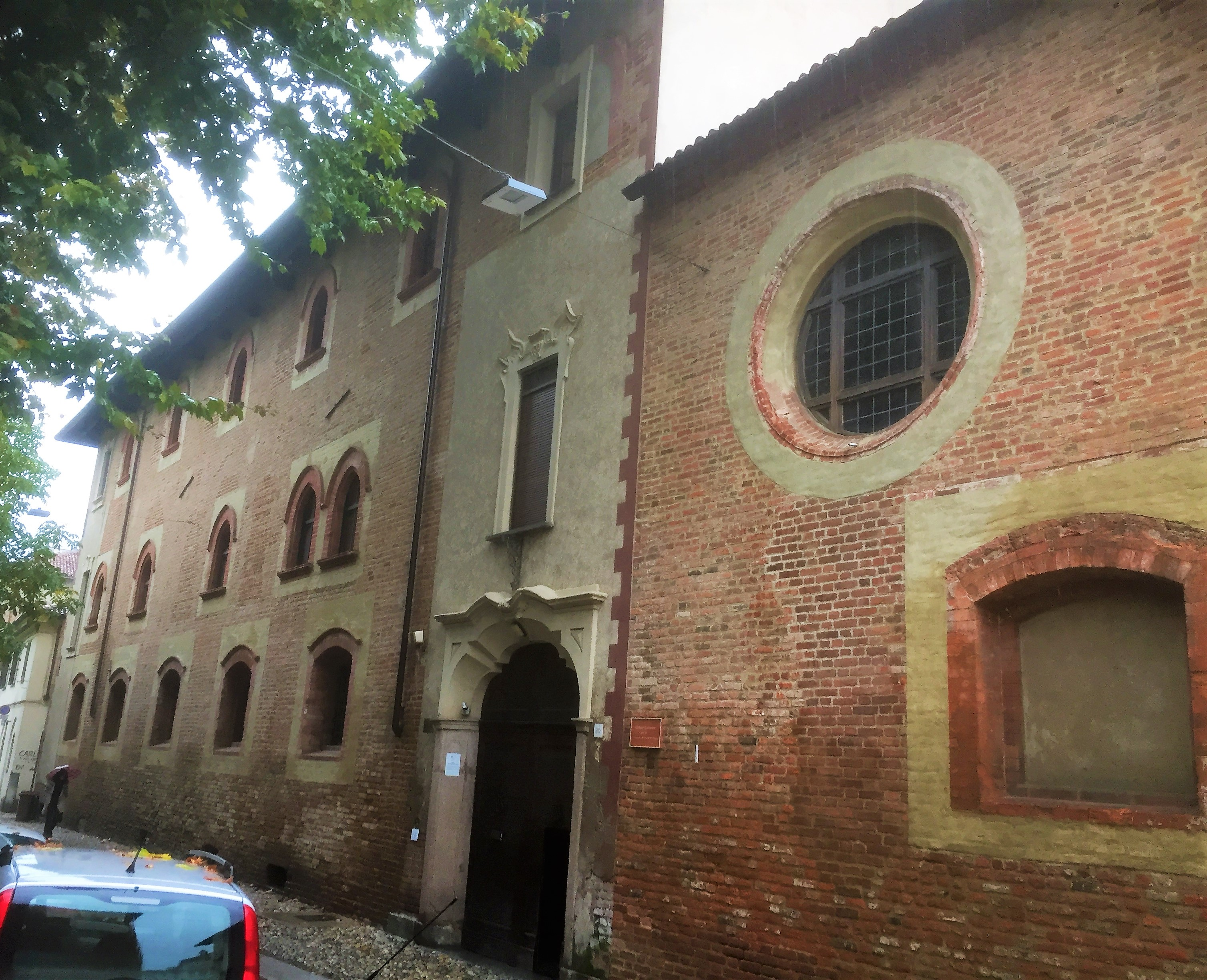
Collegio Castiglioni
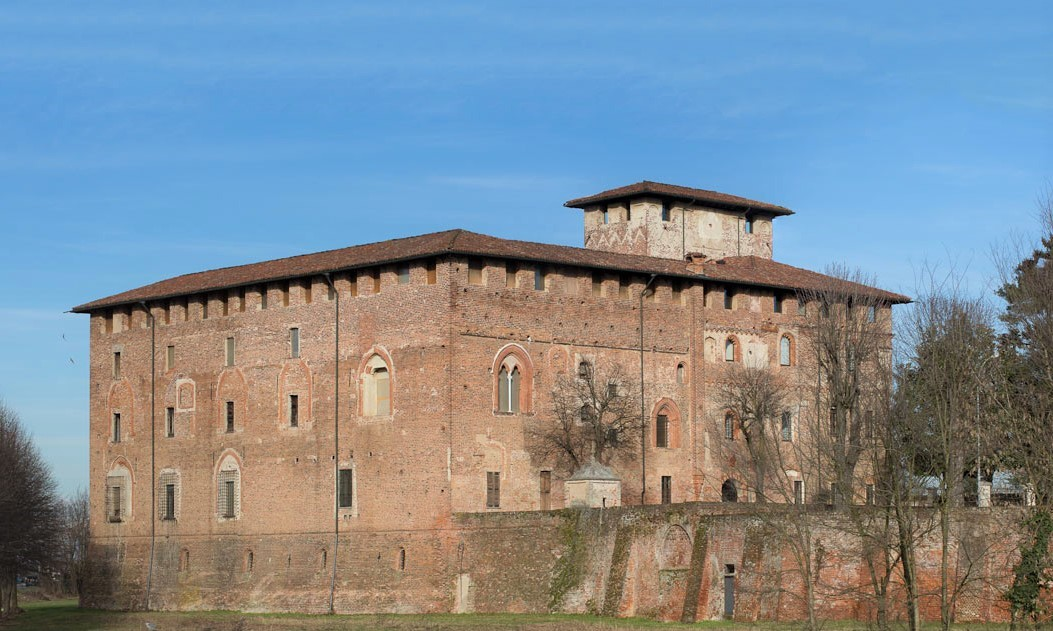
Collegiata di San Giovanni Battista  - Il castello Visconteo
  - Chiesa di San Francesco
  - Chiesa di Santa Maria del Carmine
  - Casa degli Eustachi
  - Basilica di San Lorenzo
  - Chiesa di San Pietro Martire
  - Chiesa di San Francesco
  - Collegio Castiglioni
  - Il castello di Lardirago

### Monumenti rinascimentali

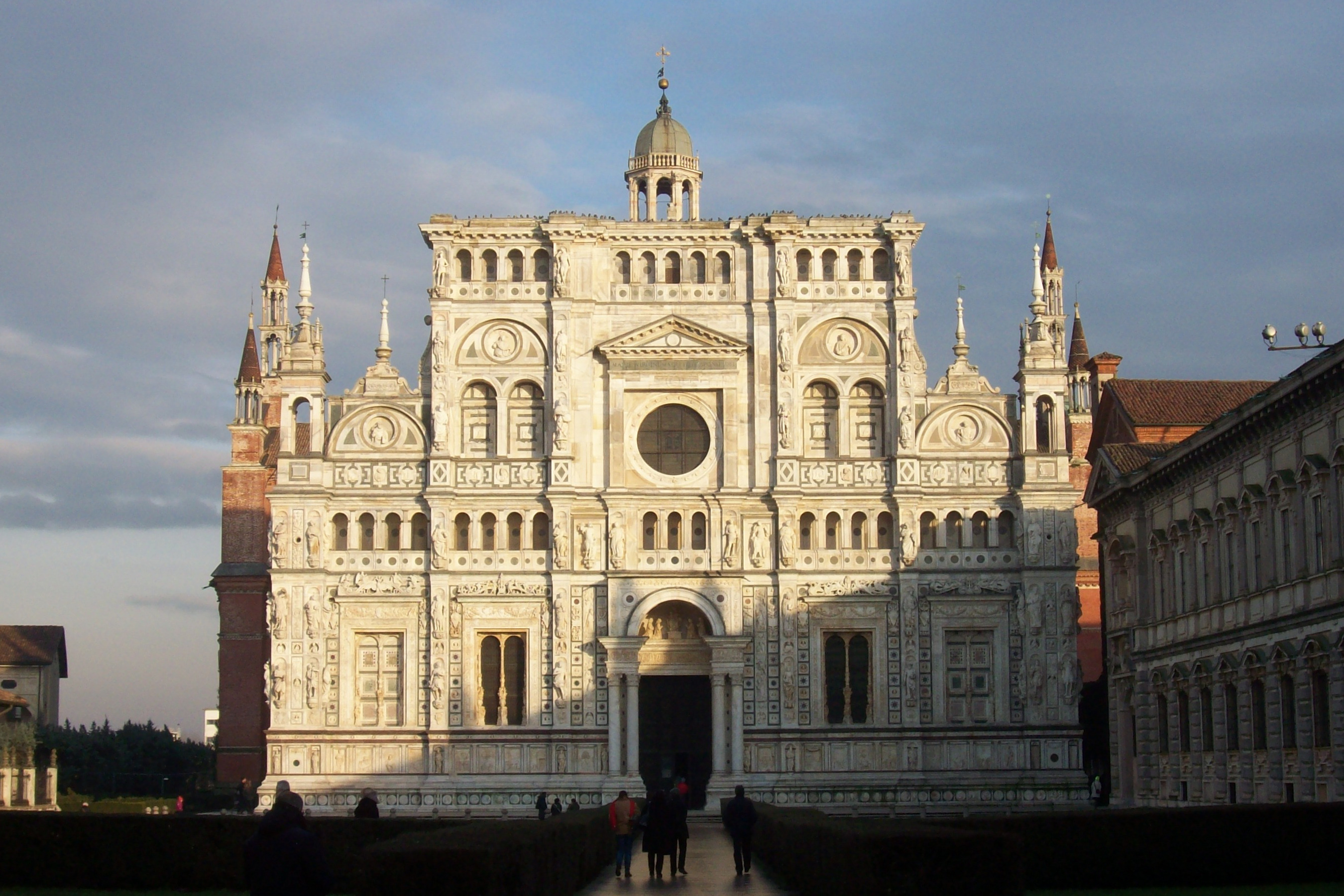
Certosa di Pavia
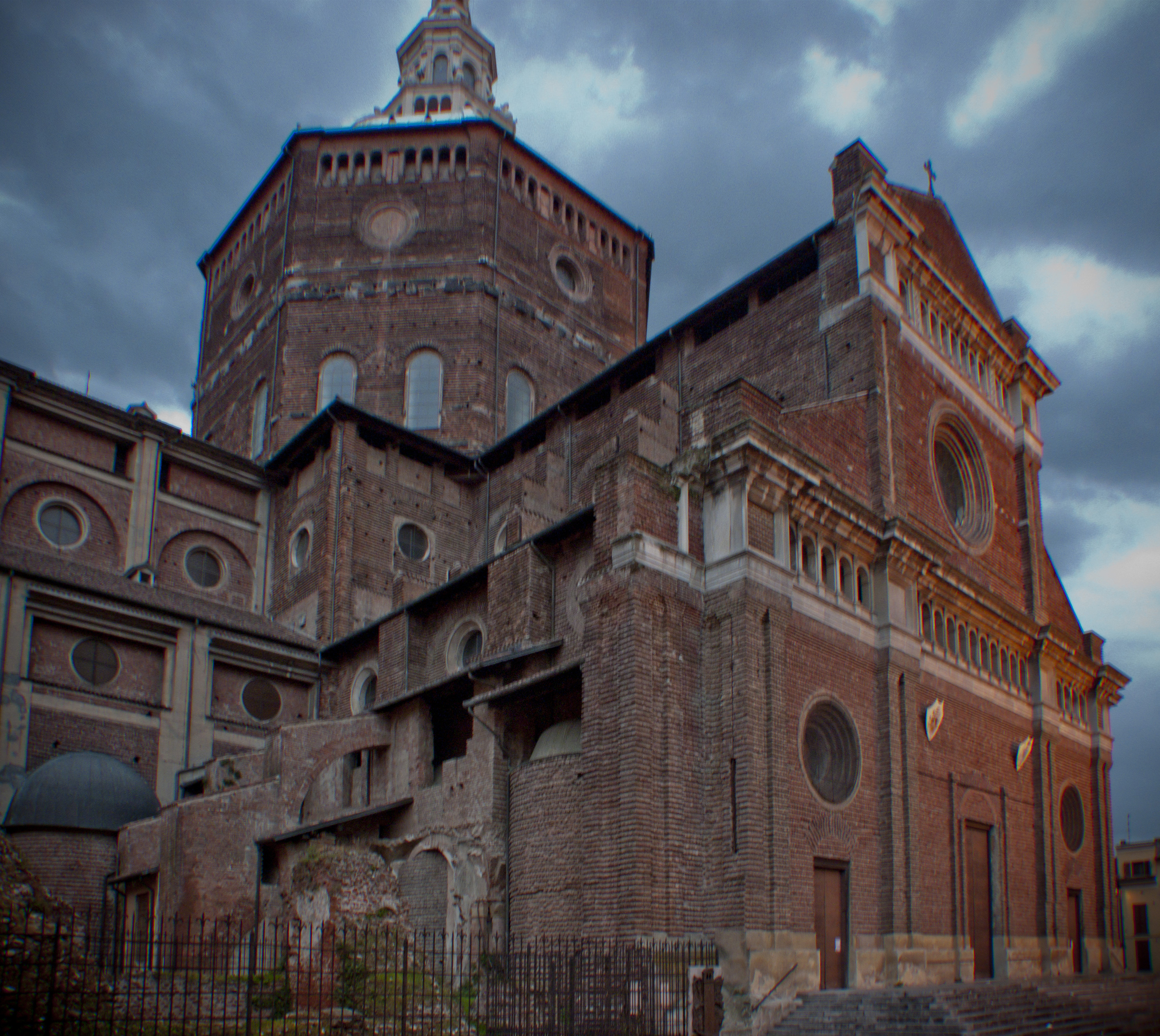
Duomo di Pavia
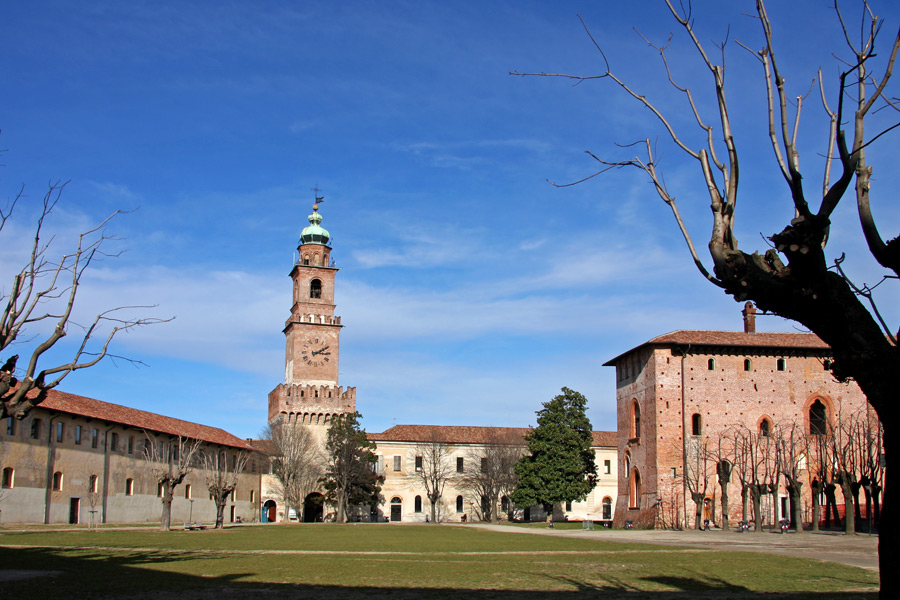
Castello Sforzesco
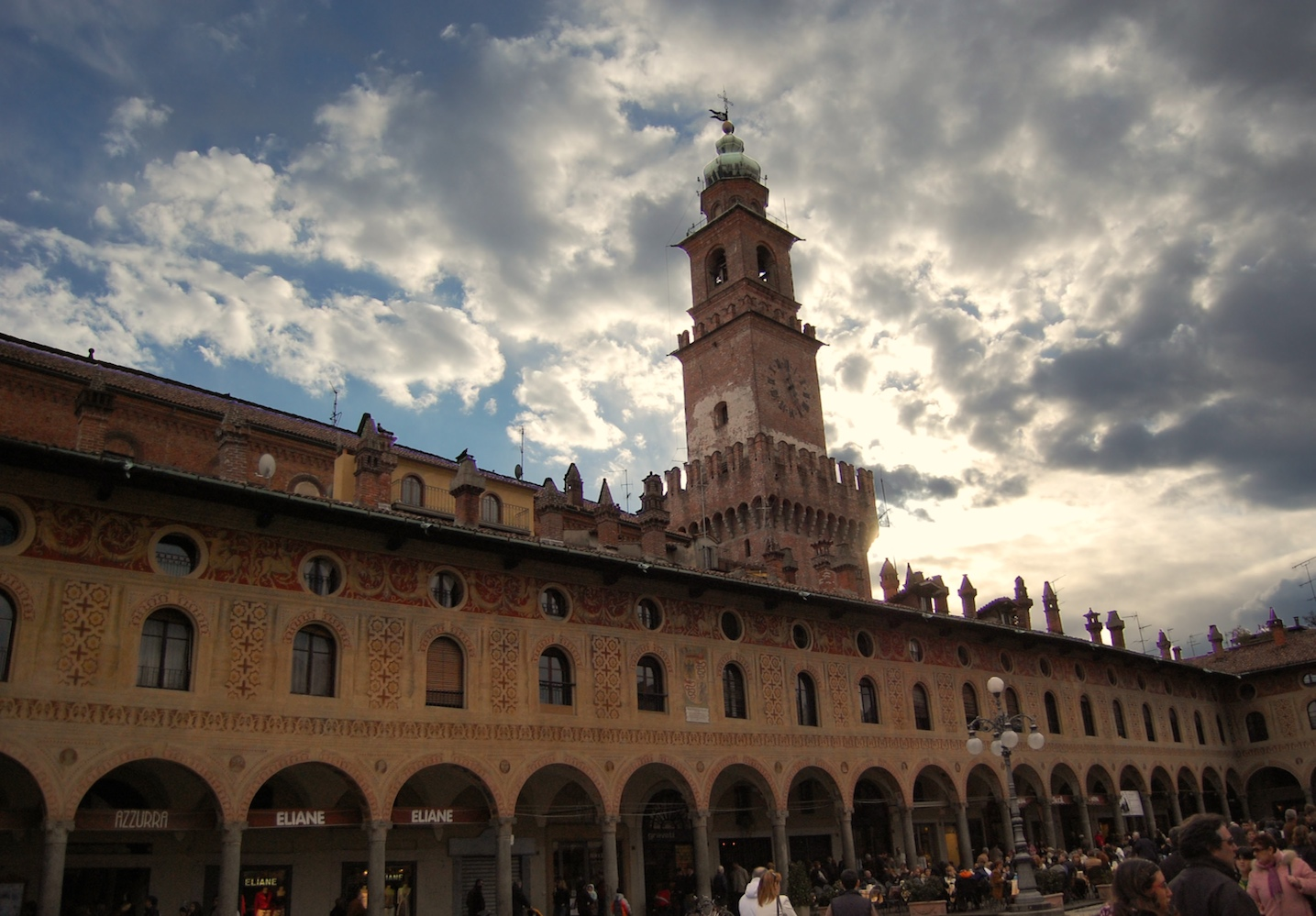
Piazza Ducale
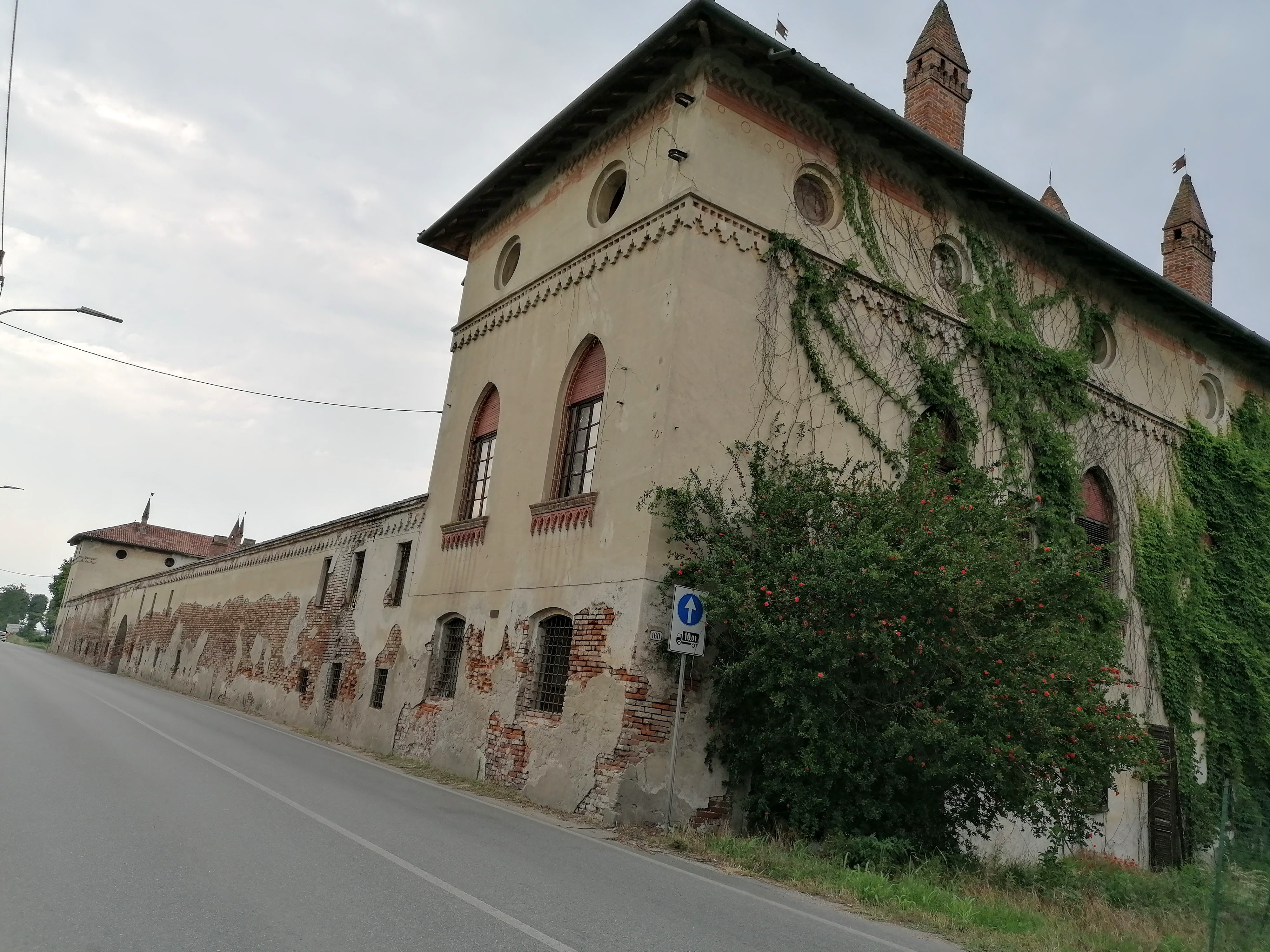
Sforzesca
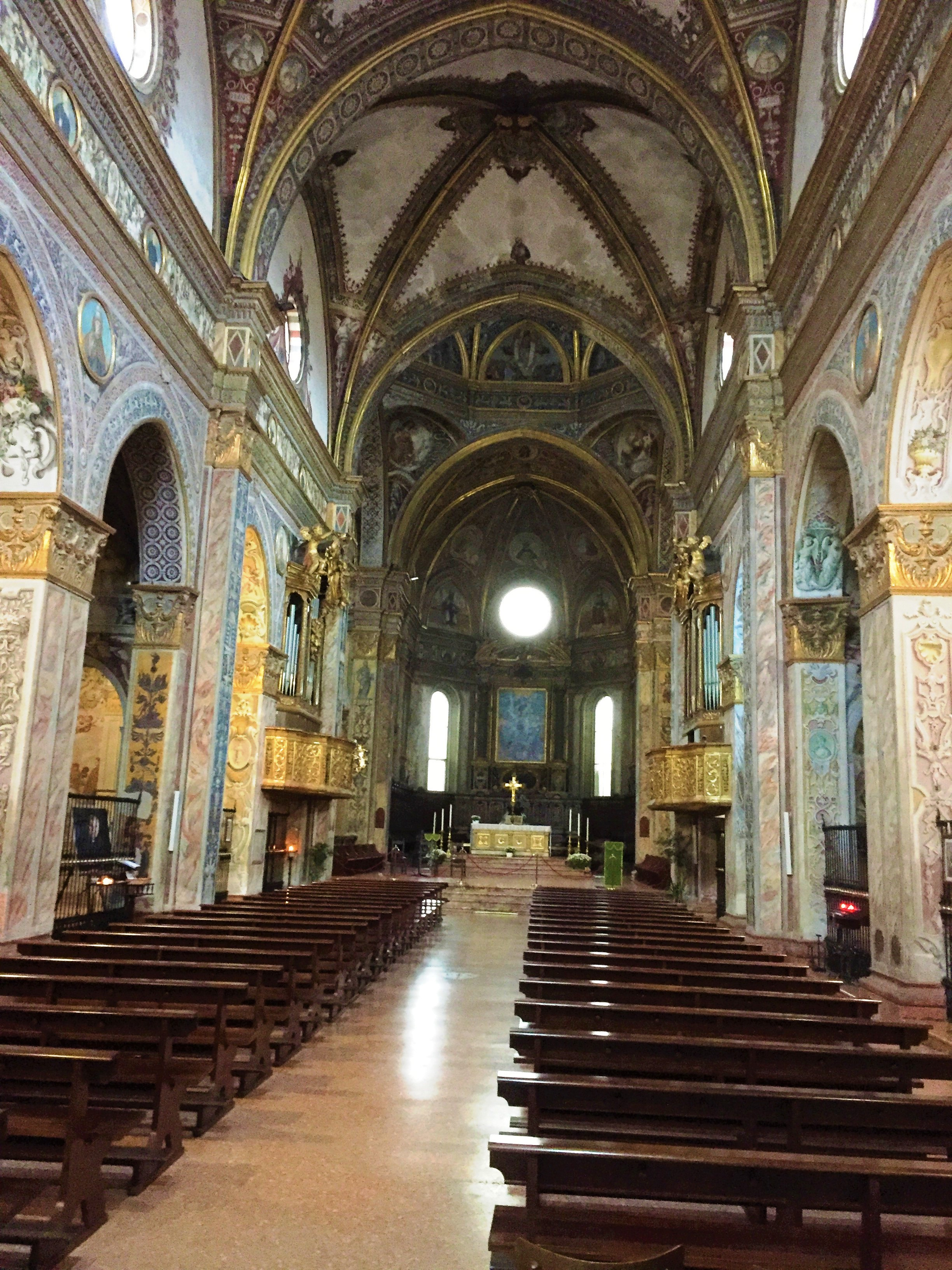
Basilica di San Salvatore
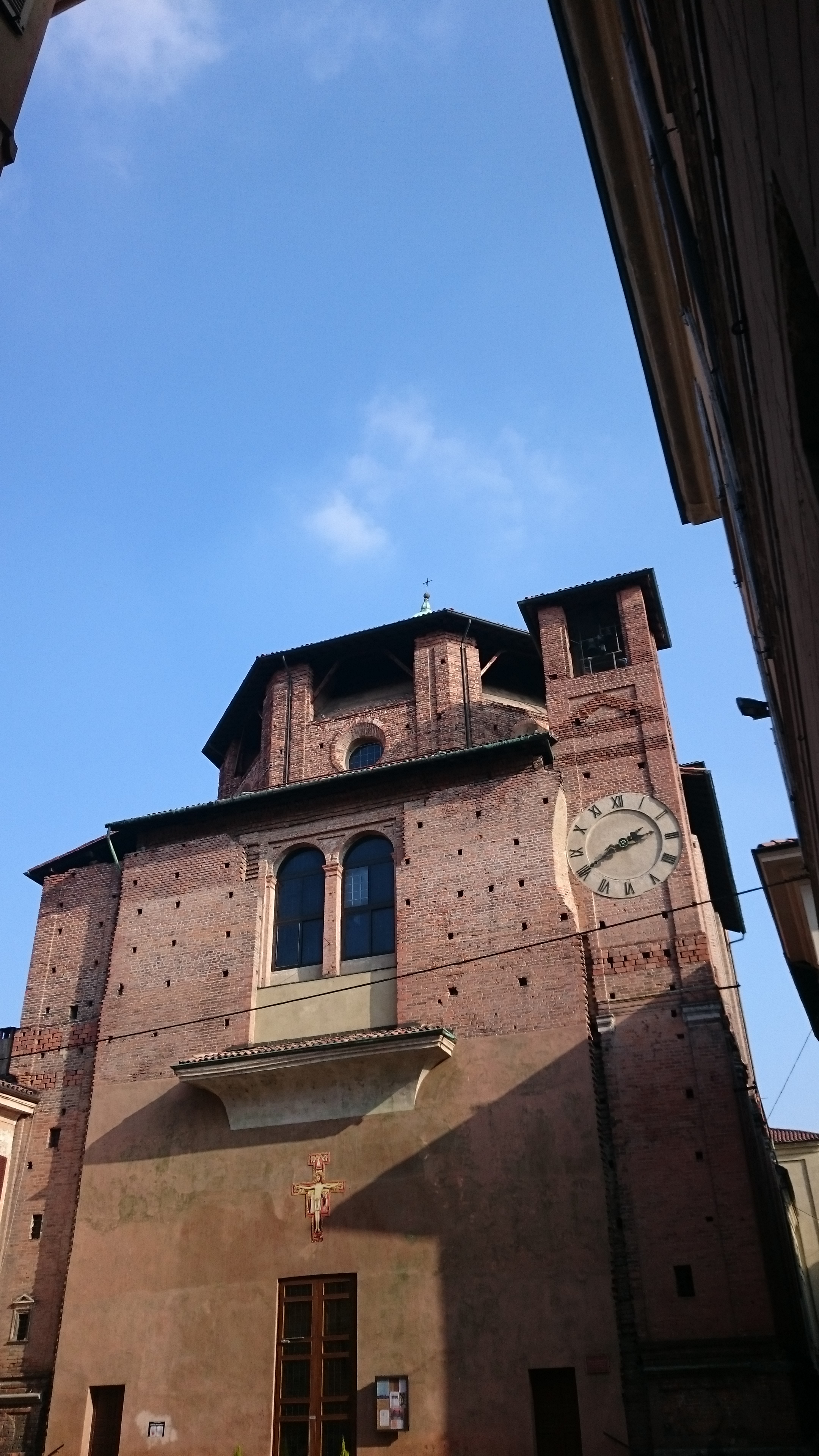
Chiesa di Santa Maria di Canepanova
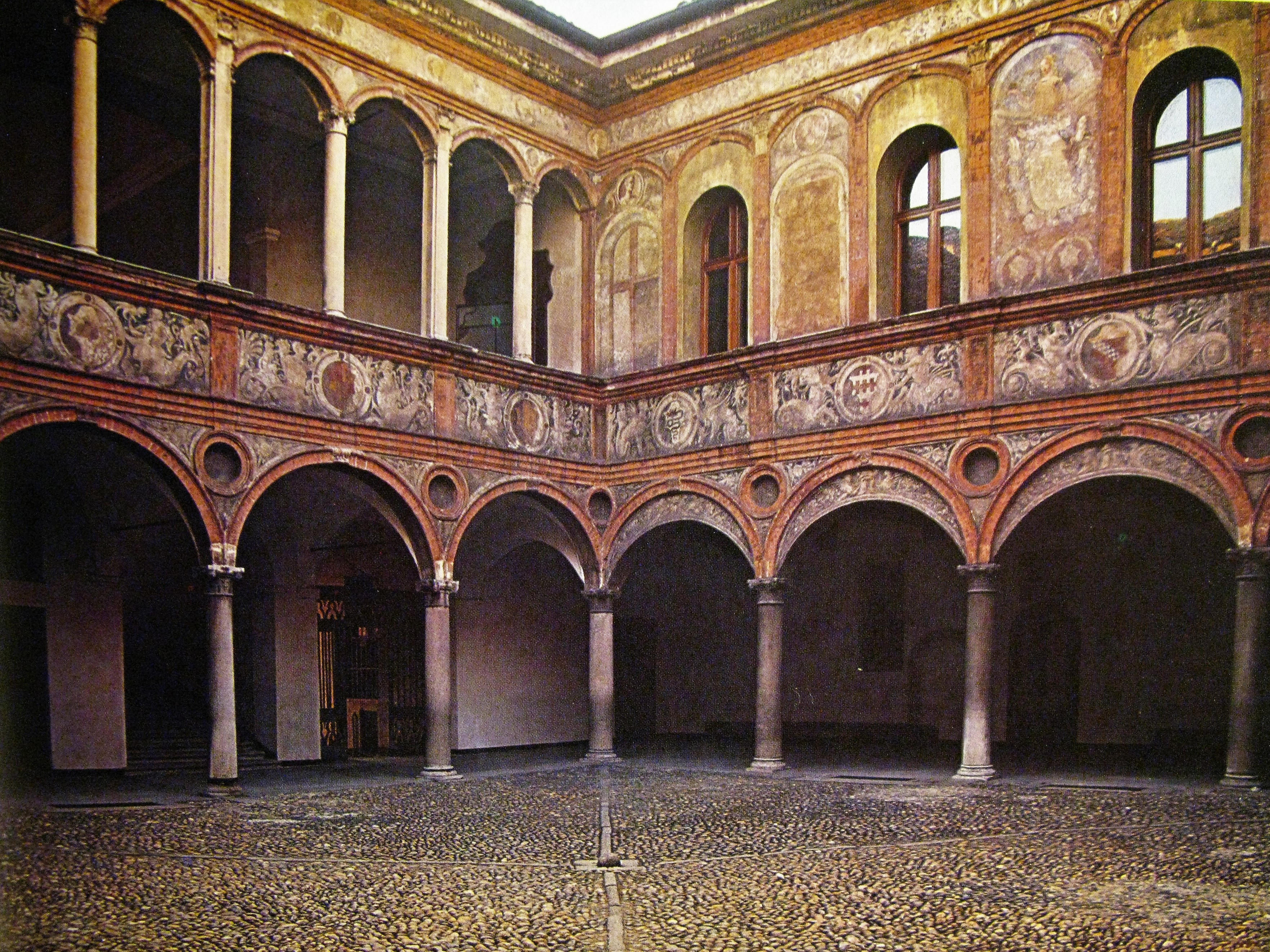
Cappella di San Salvatore
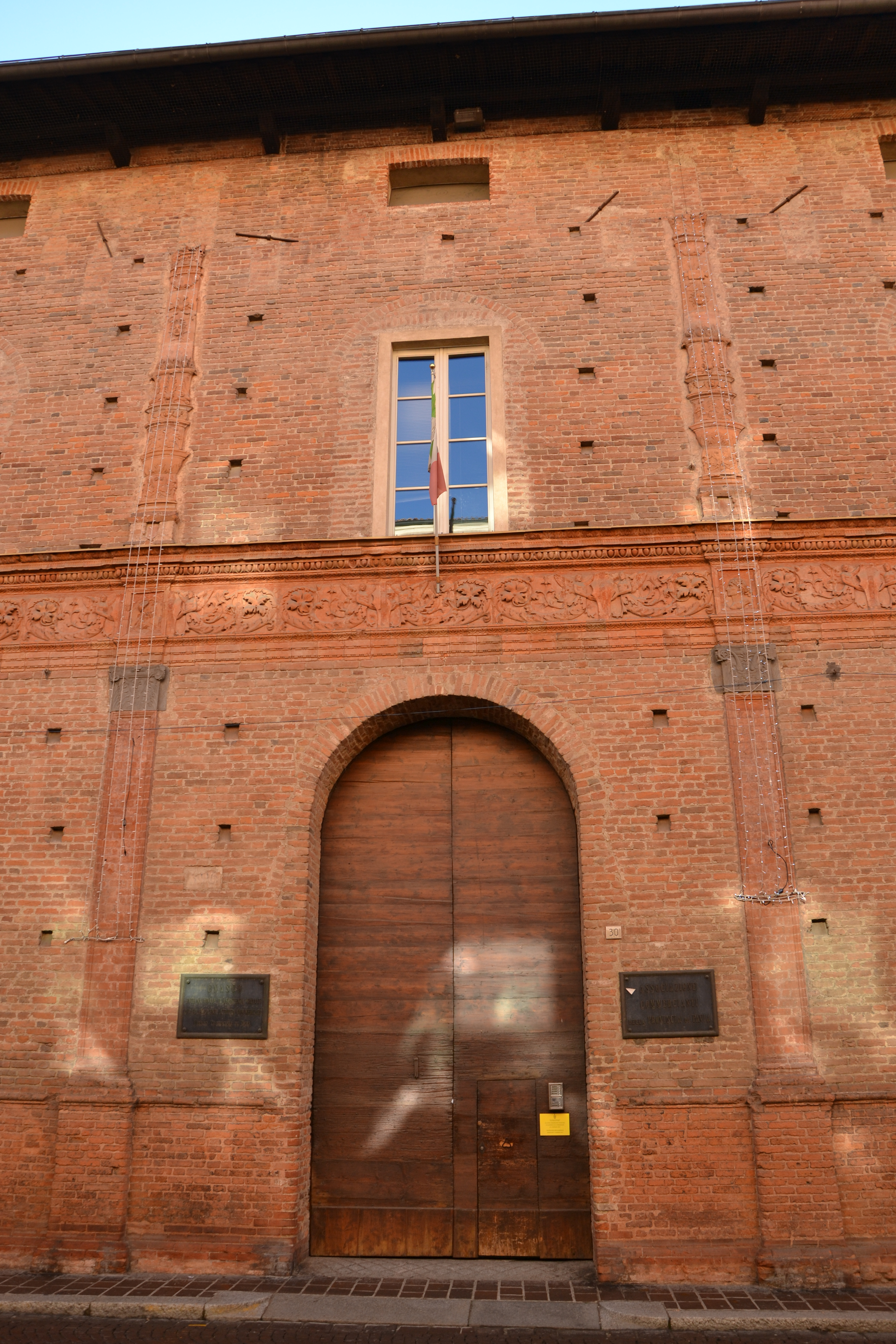
Palazzo Bottigella
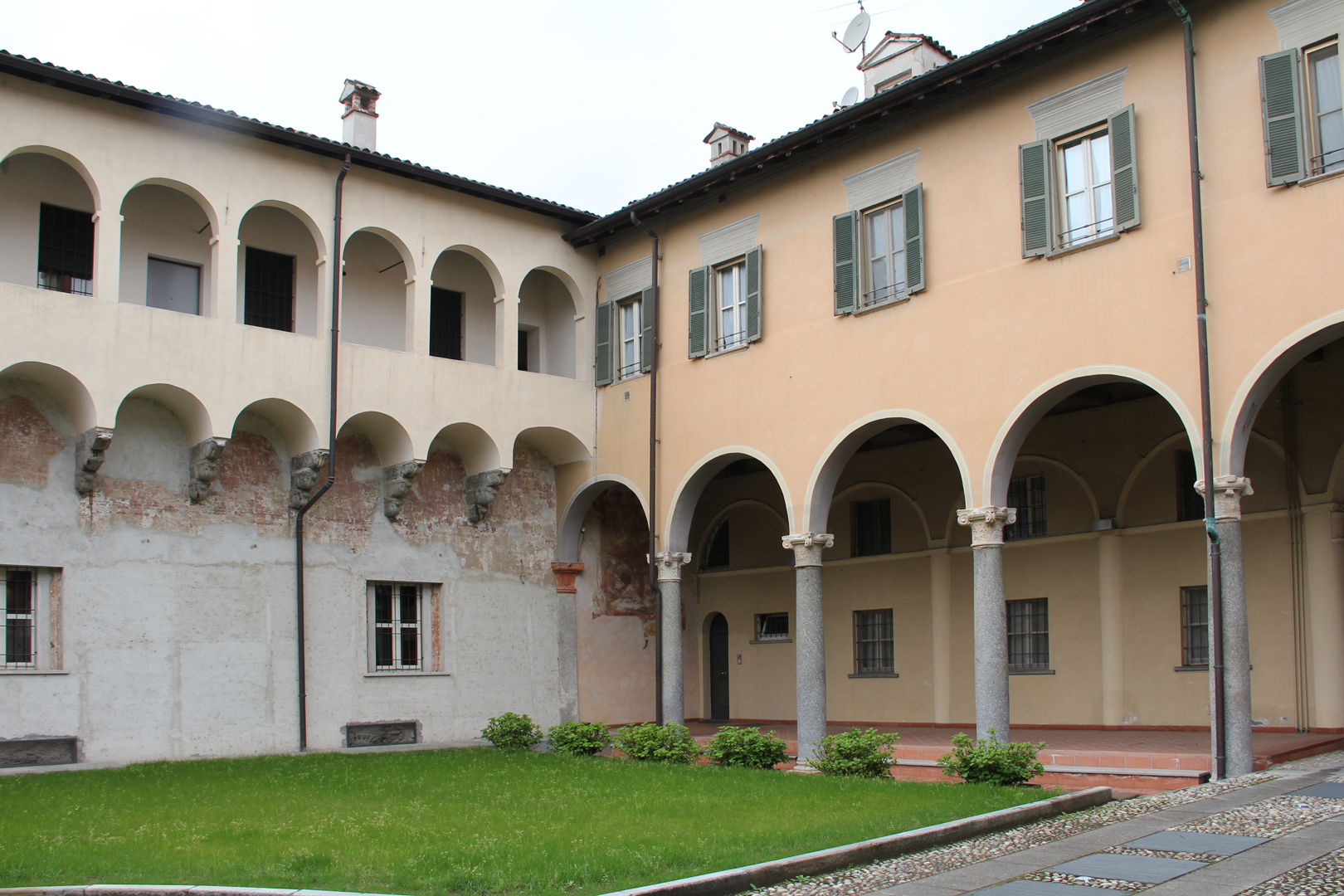
Palazzo Carminati Bottigella
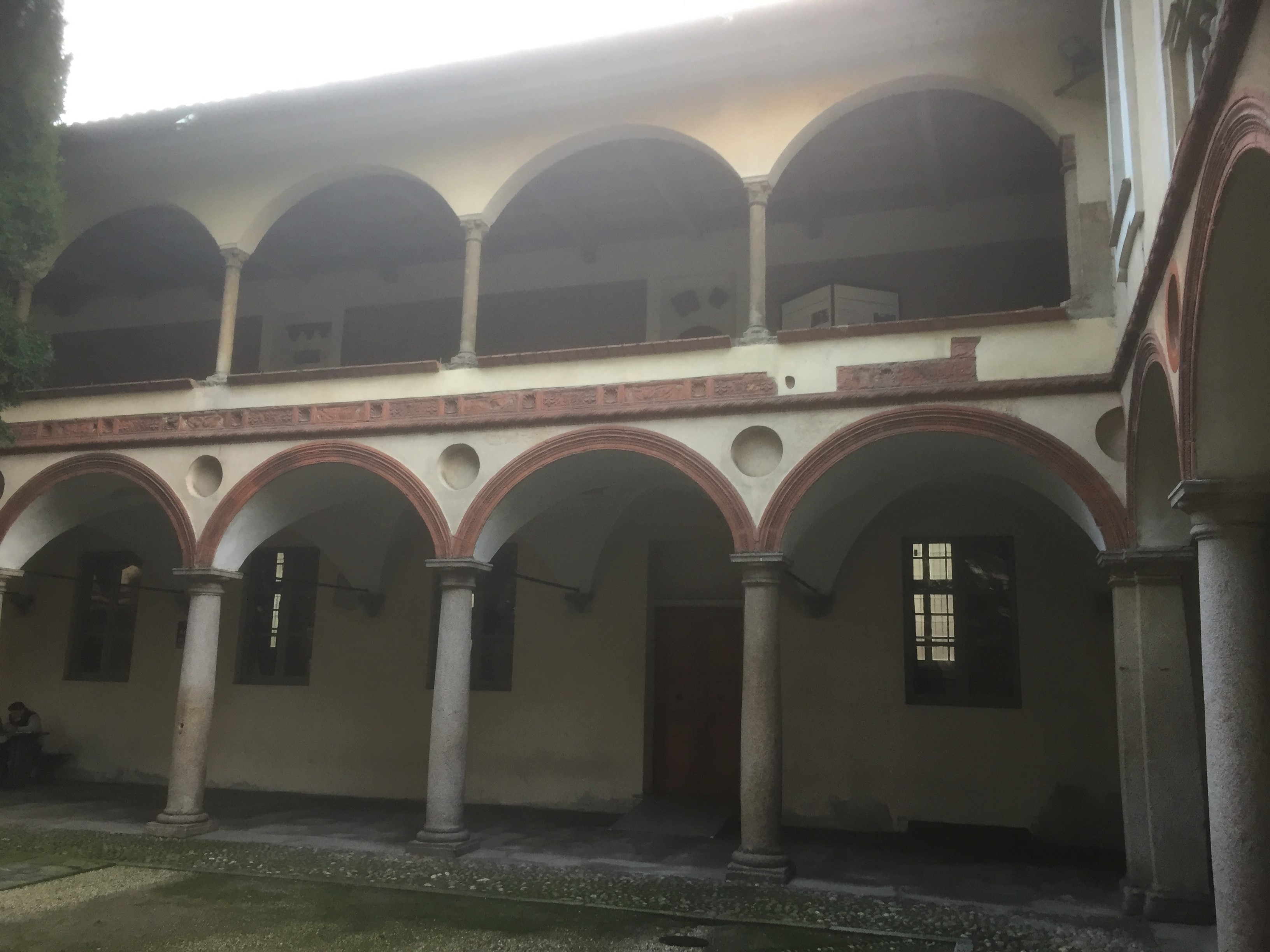
Palazzo Sanseverino
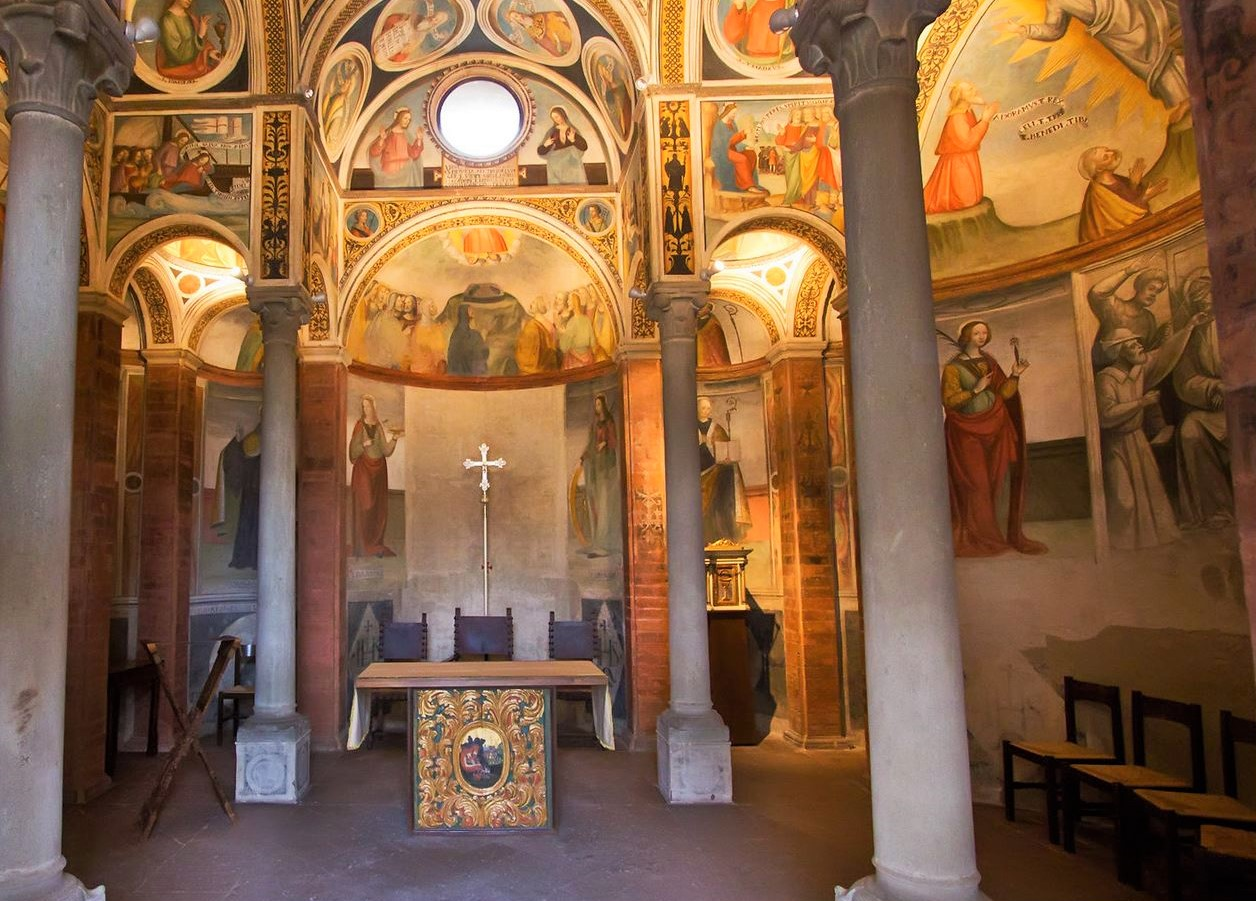
Ospedale San Matteo  - La Certosa di Pavia
  - Il Duomo di Pavia
  - Castello Sforzesco
  - Piazza Ducale
  - La Sforzesca
  - La Basilica del Santissimo Salvatore
  - Chiesa di Santa Maria di Canepanova
  - Palazzo Bottigella
  - Palazzo Carminali Bottigella
  - Palazzo Sanseverino
  - L'Ospedale San Matteo
  - Cappella di San Salvatore

### Monumenti in stile manierista

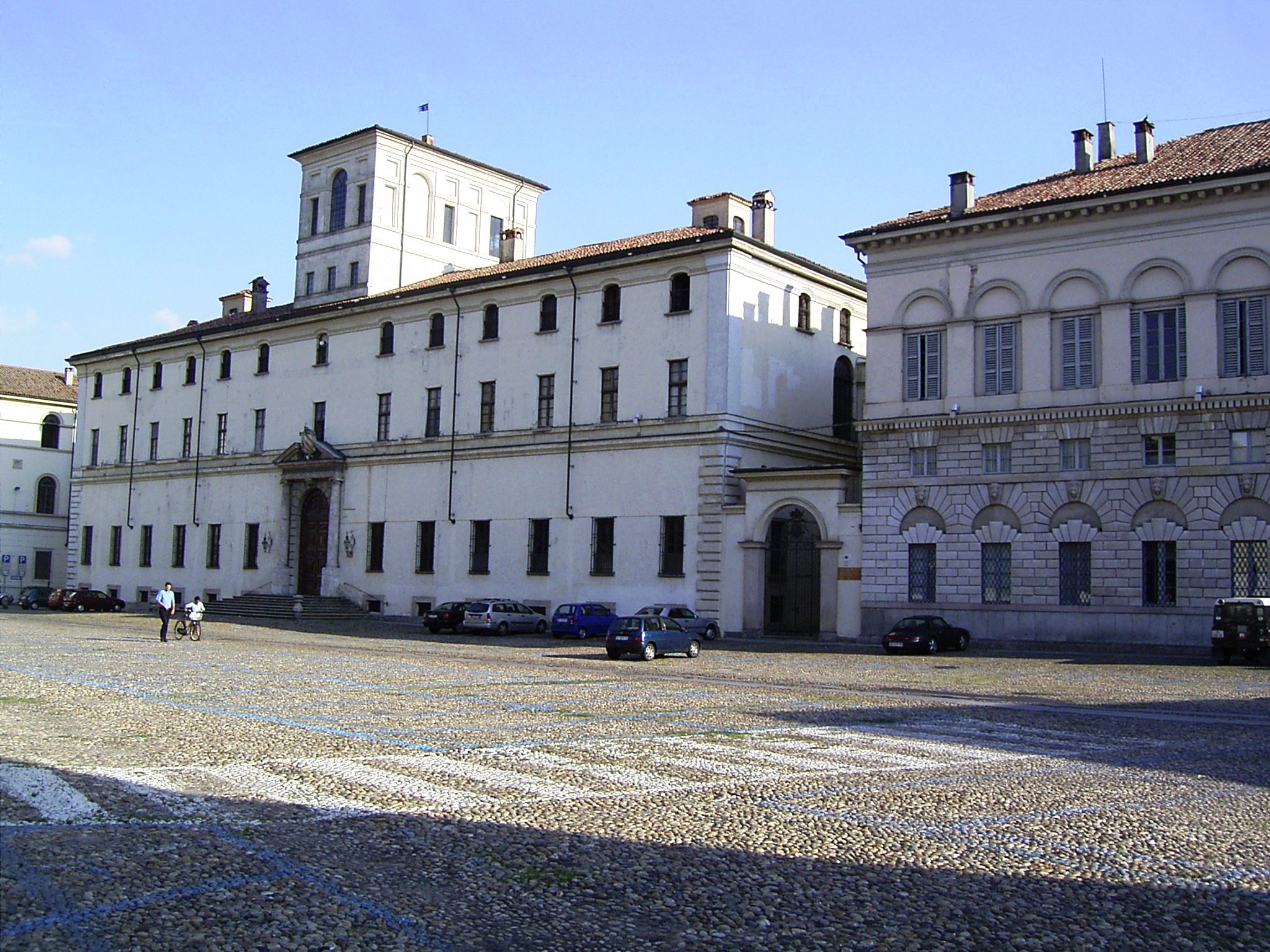
Collegio Borromeo
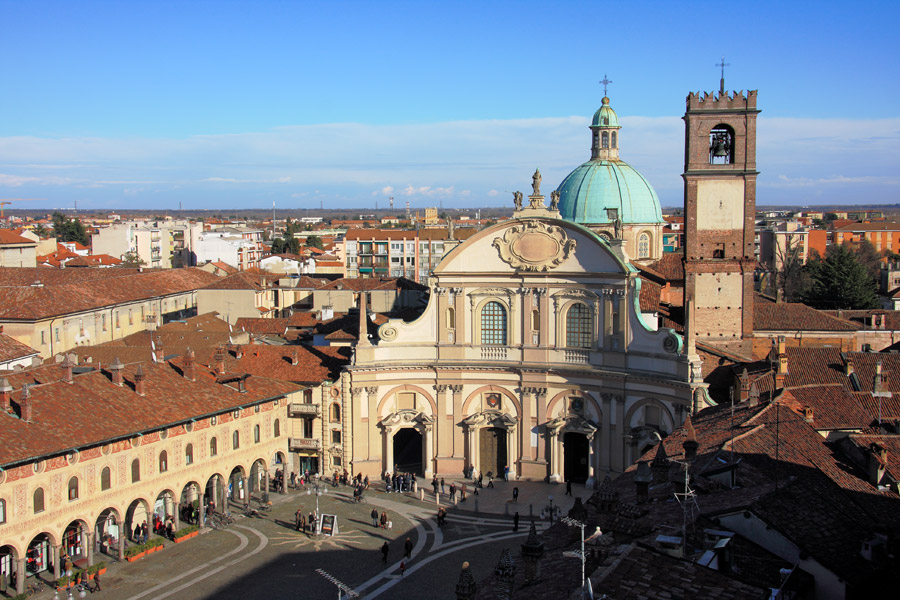
Duomo di Vigevano
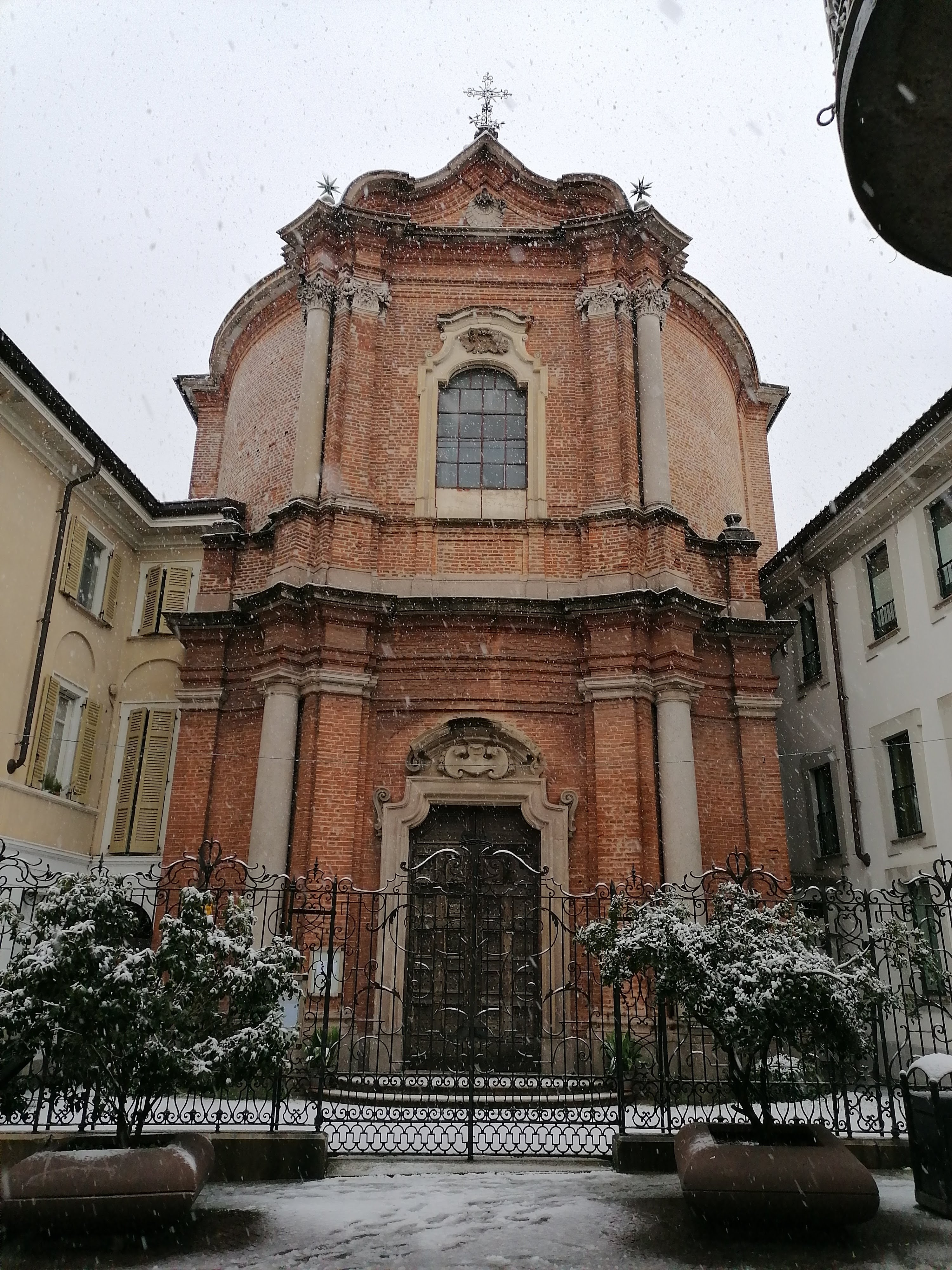
Chiesa di Santa Maria del Popolo
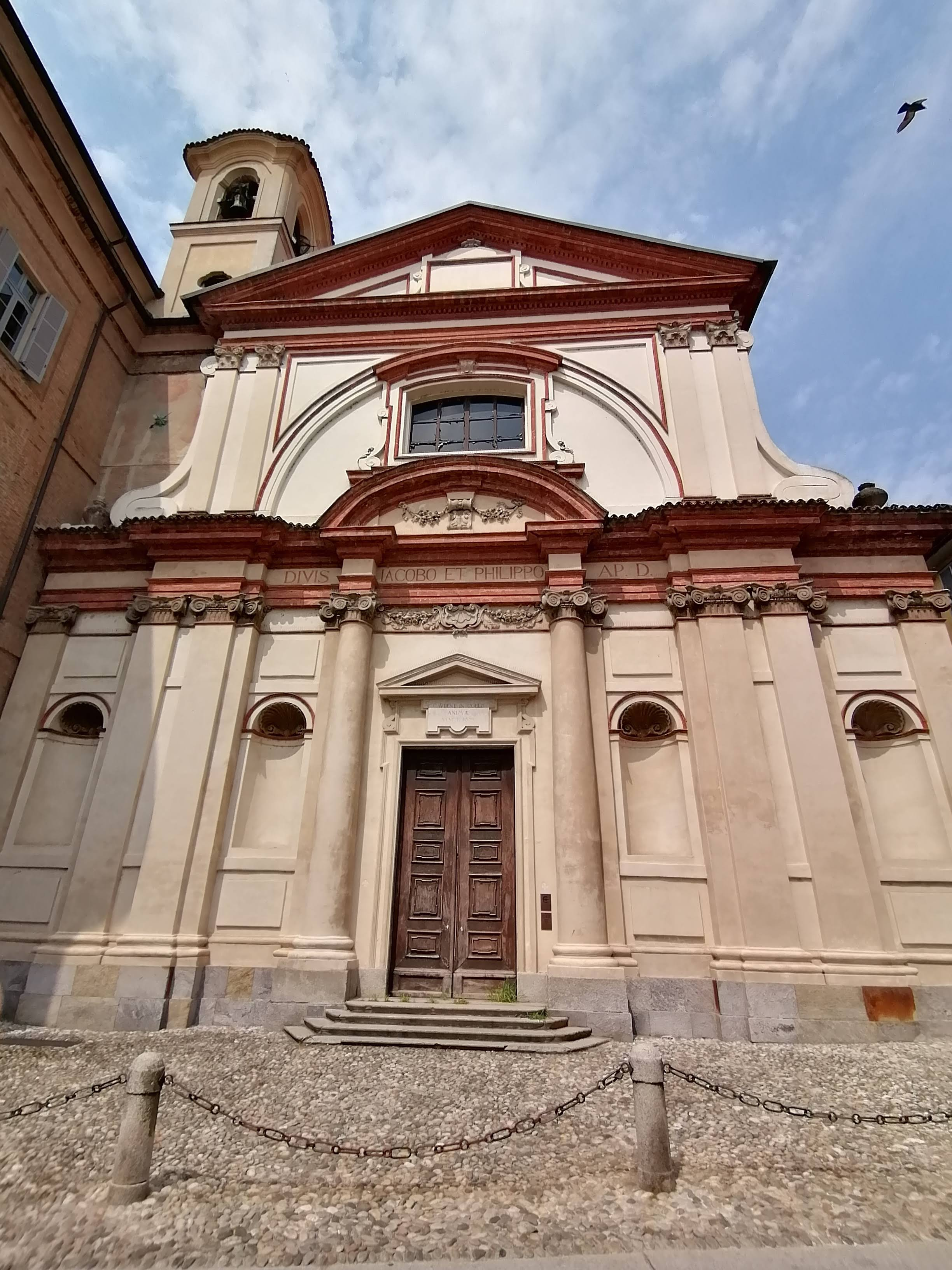
Chiesa dei Santi Giacomo e Filippo
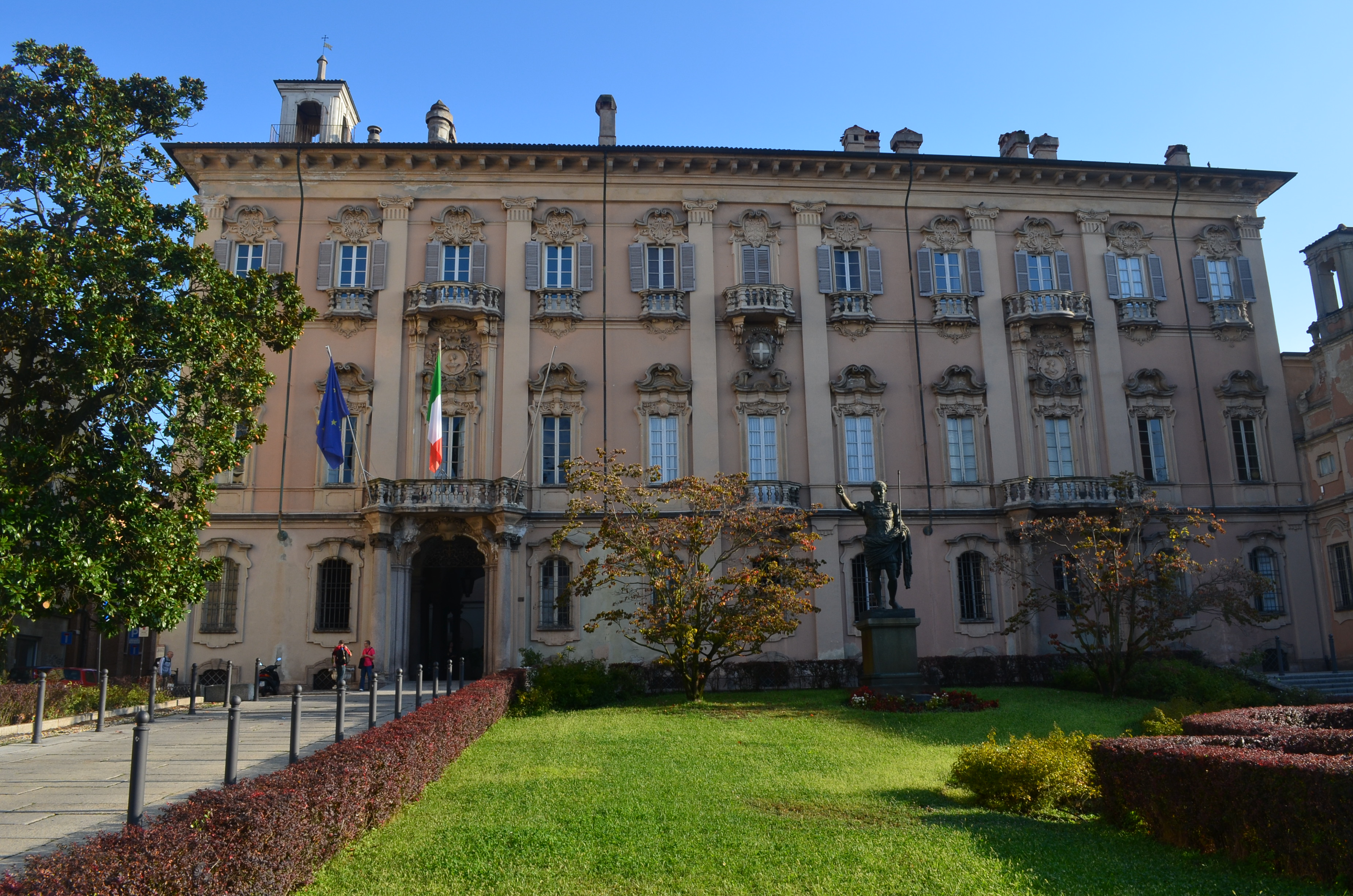
Palazzo Mezzabarba
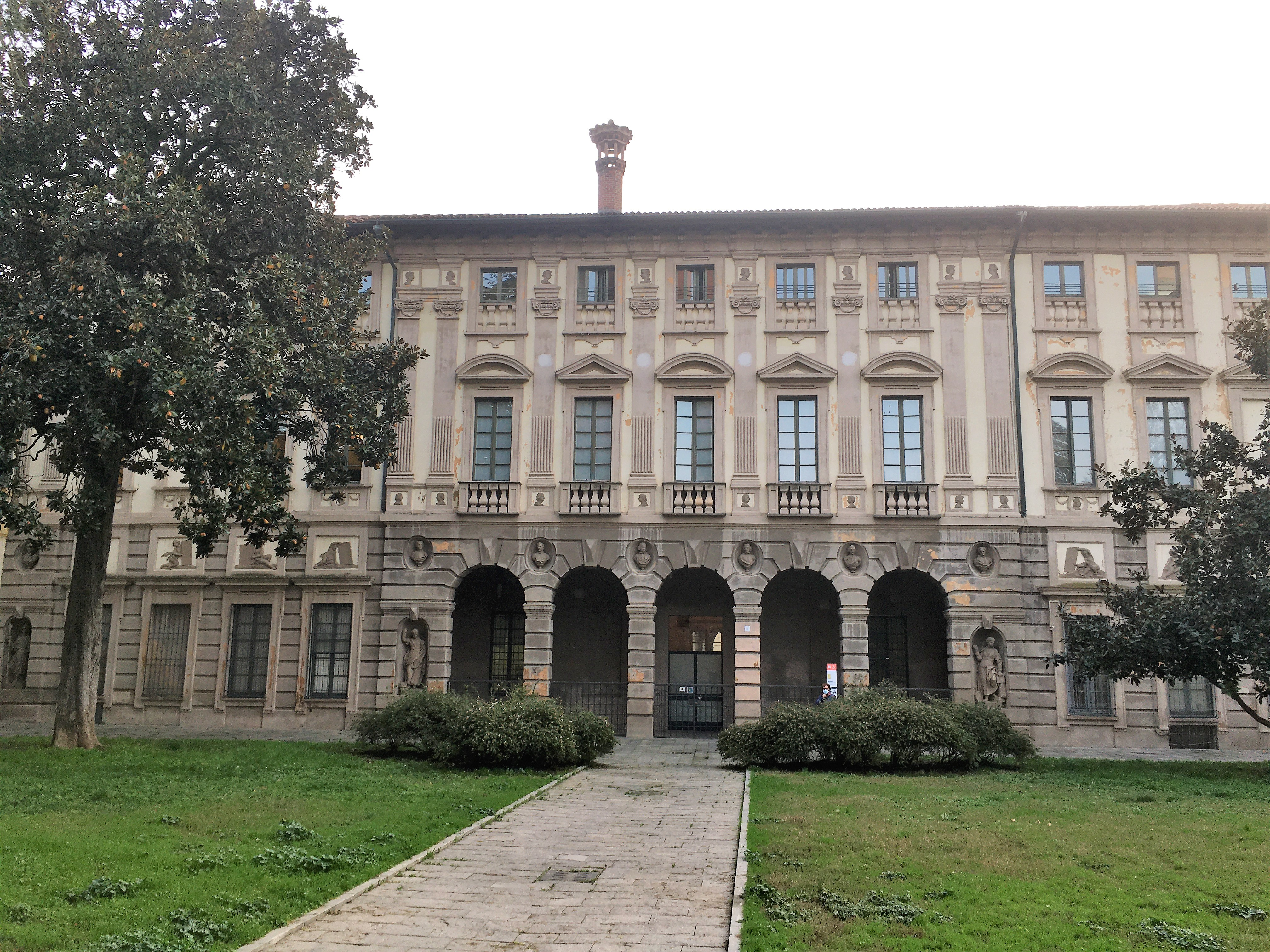
Palazzo Del Maino
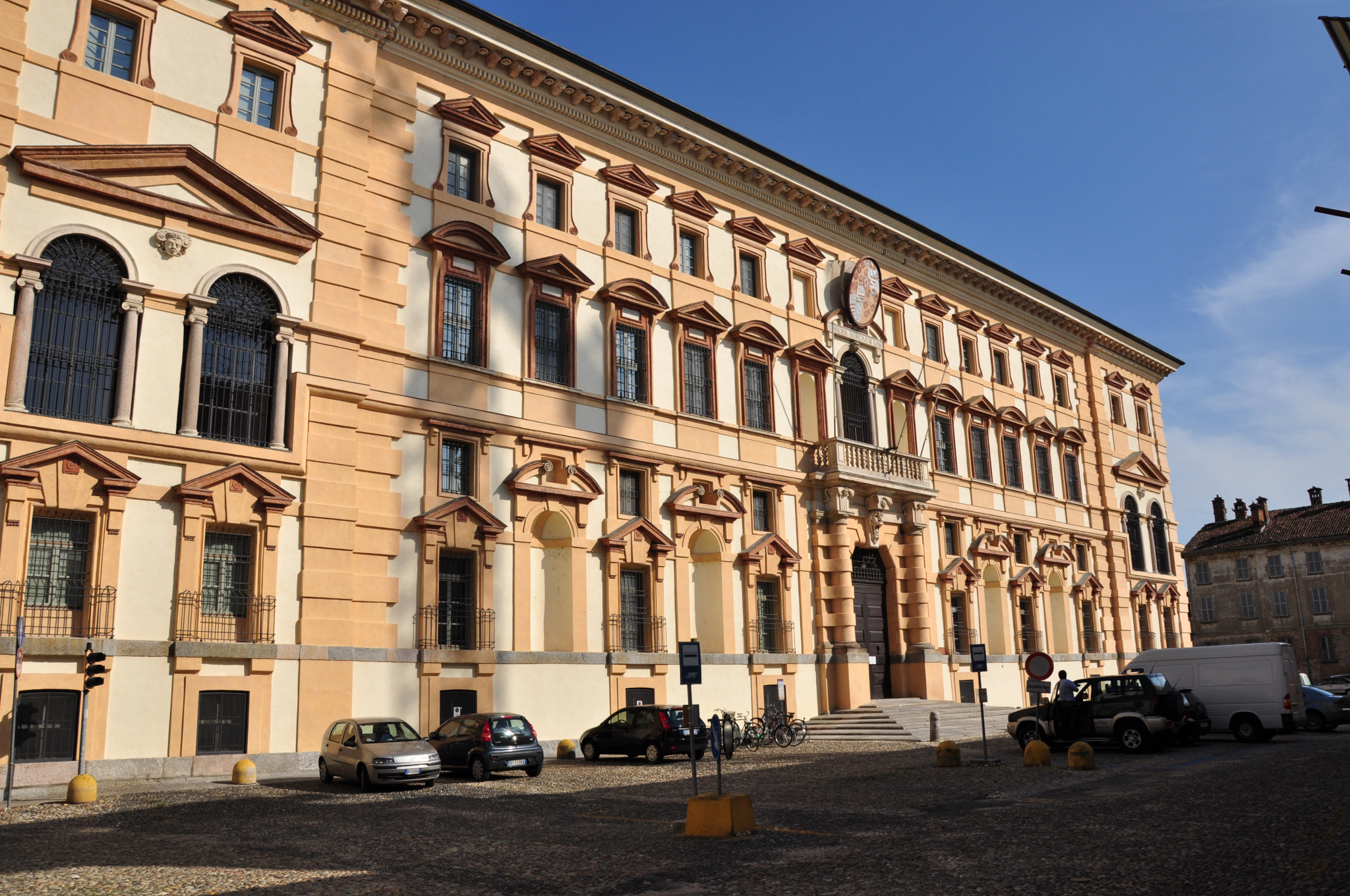
Il Collegio Borromeo
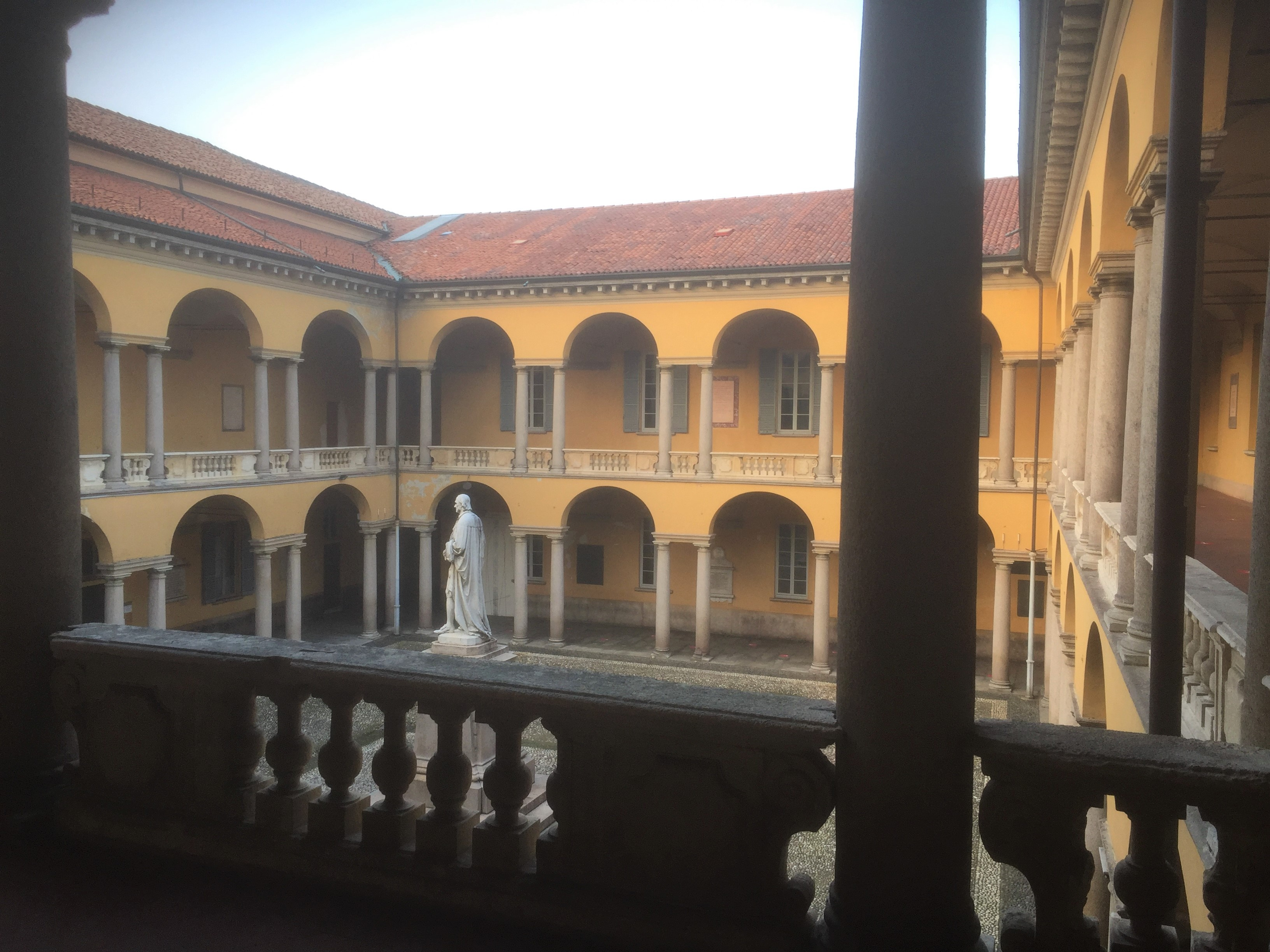
Palazzo Centrale dell'Università di Pavia
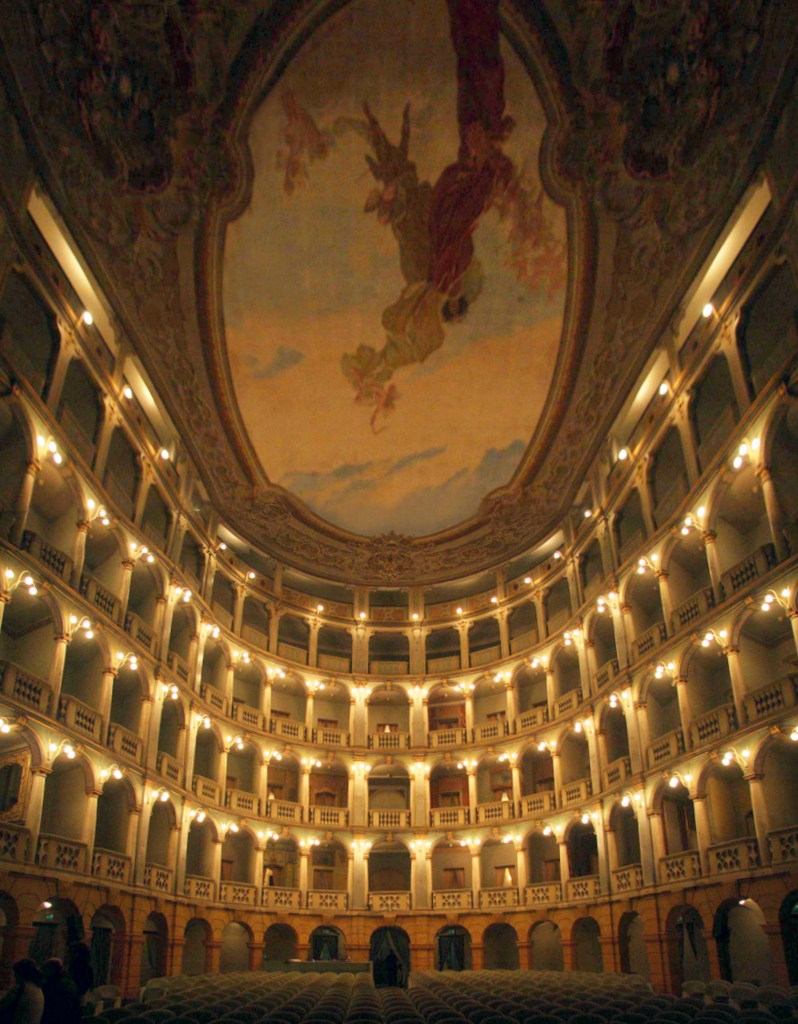
Il teatro Fraschini
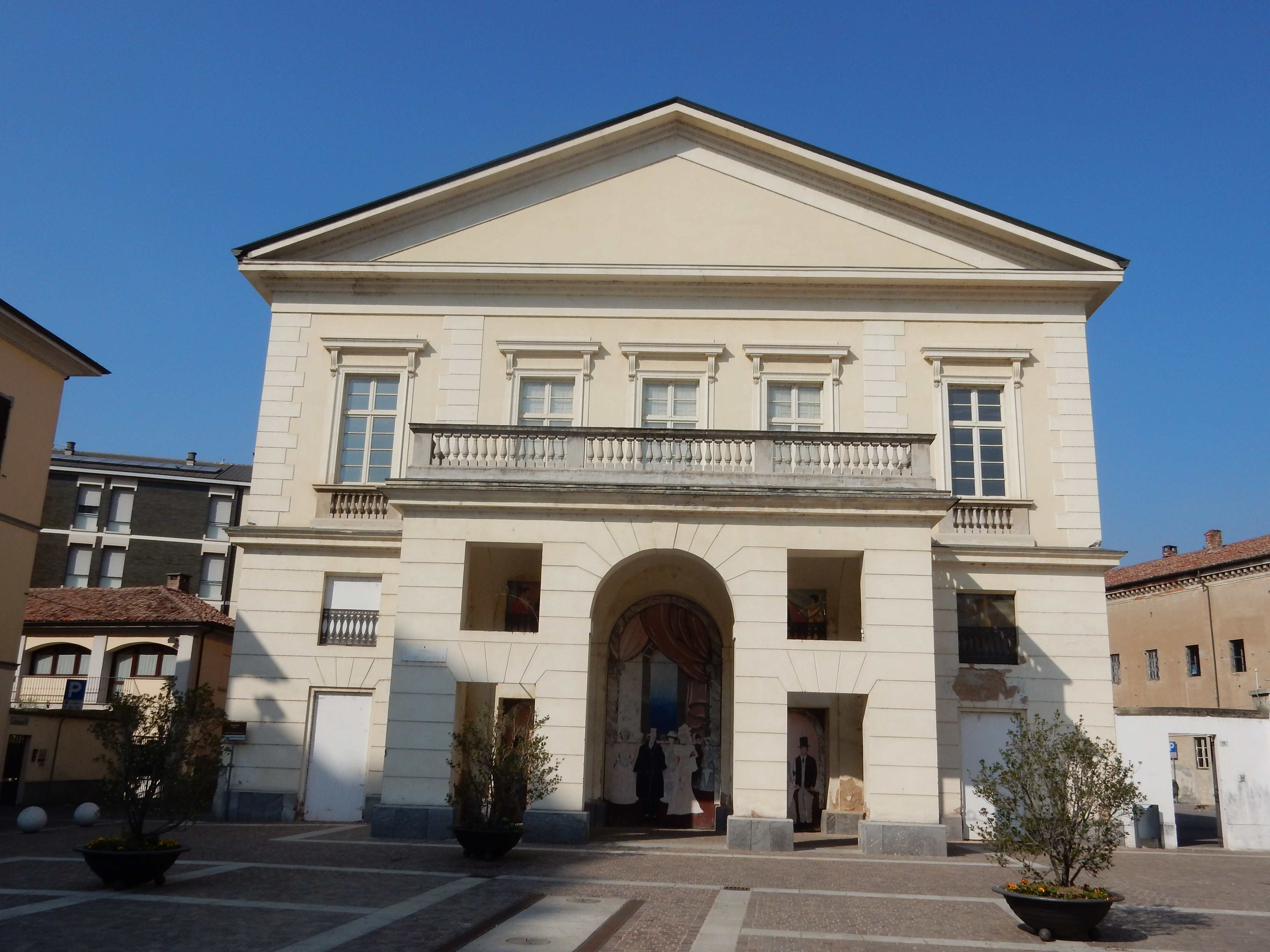
Teatro comunale Vittorio Emanuele II
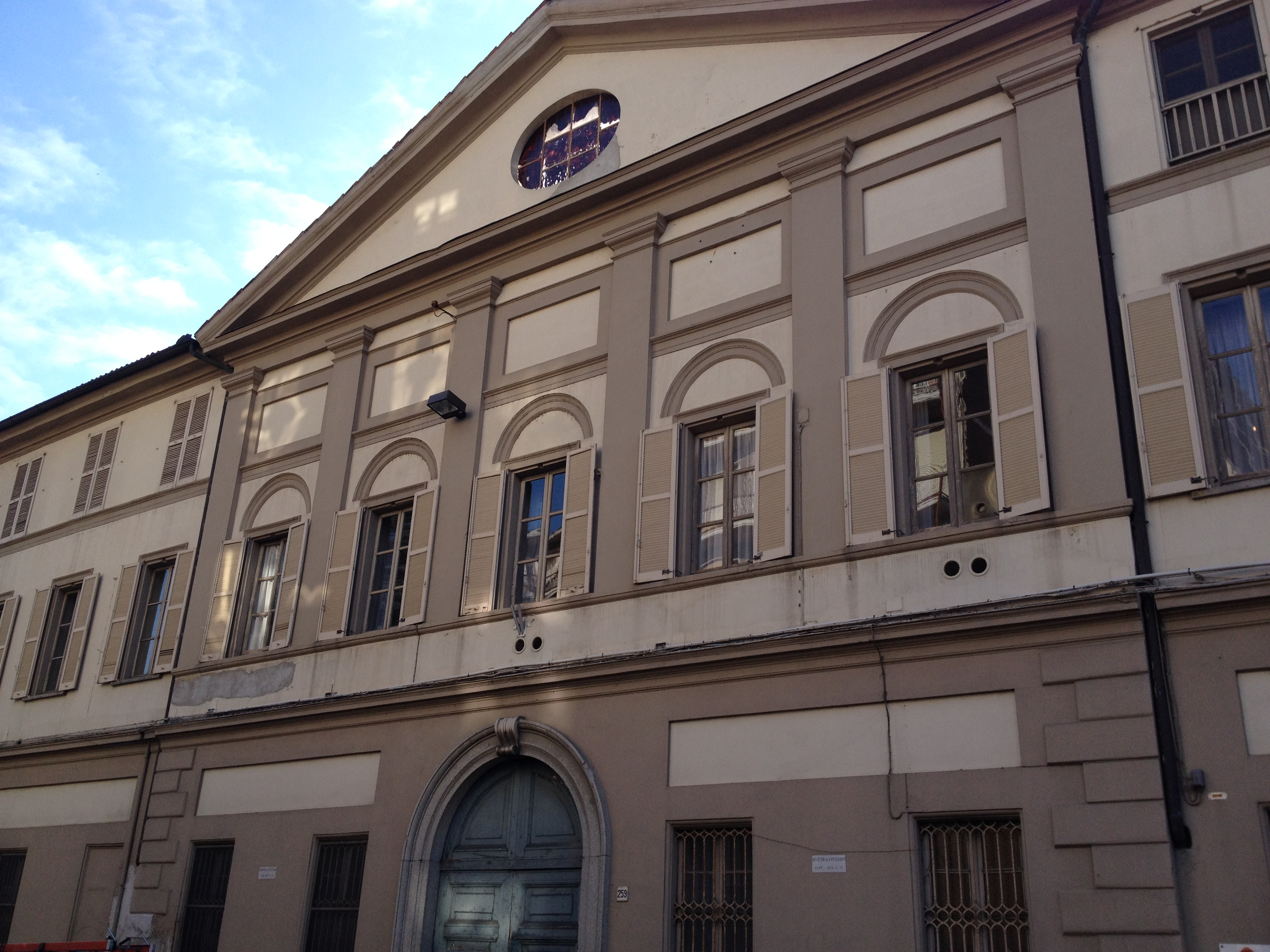
Teatro Sociale
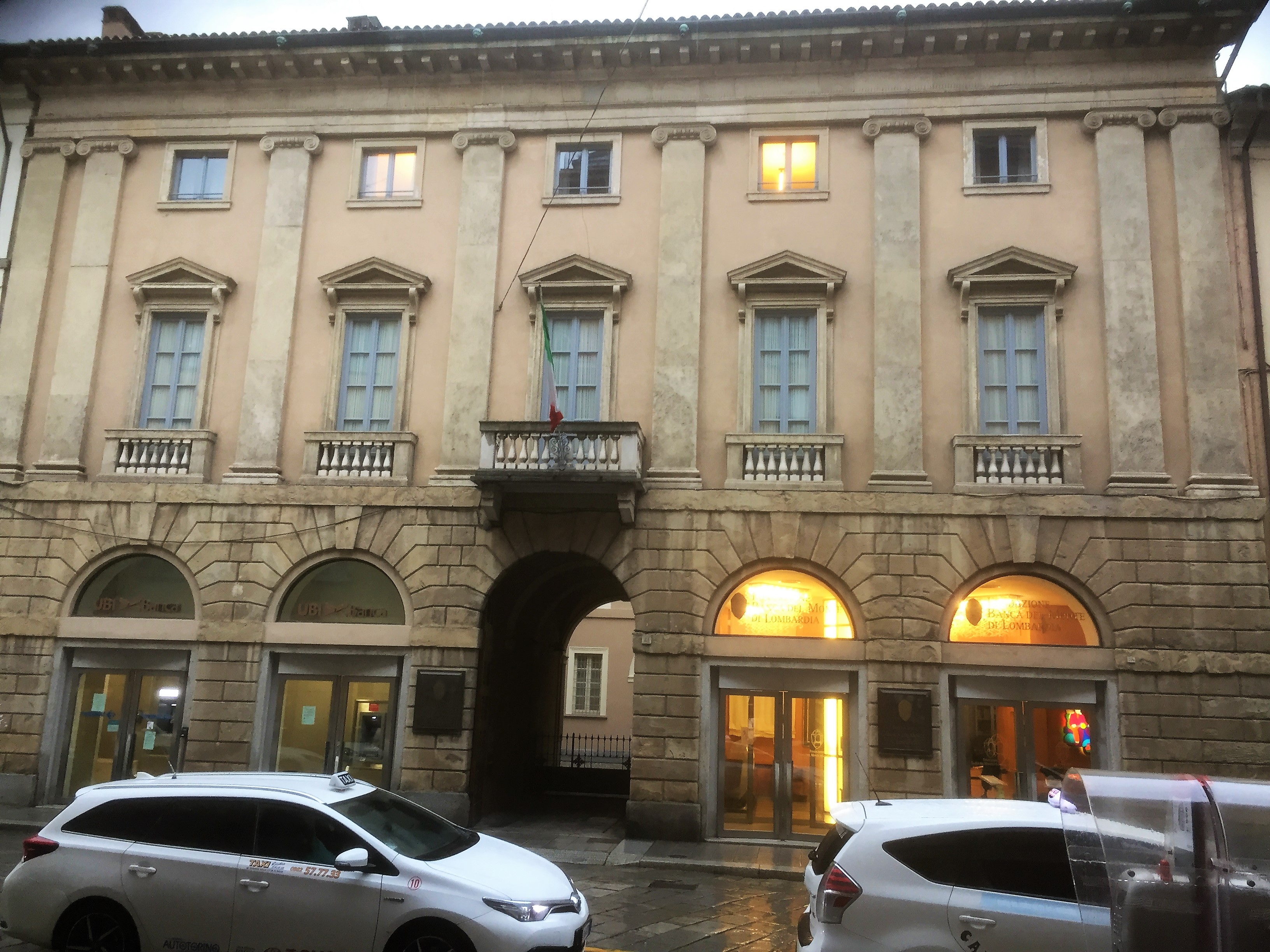
Palazzo Brambilla

- Collegio Ghislieri

### Monumenti barocchi
- Cattedrale di Sant'Ambrogio
- Duomo di Voghera
- Chiesa di Santa Maria del Popolo
- Chiesa dei Santi Giacomo e Filippo
- Palazzo Mezzabarba
- Palazzo Olevano
- Palazzo Del Maino
- Palazzo Botta Adorno  - Collegio Ghislieri
  - Duomo di Vigevano
  - Chiesa di Santa Maria del Popolo
  - Chiesa dei Santi Giacomo e Filippo
  - Palazzo Mezzabarba
  - Palazzo Del Maino
  - Il Collegio Borromeo
  - Palazzo Centrale dell'Università di Pavia
  - Il teatro Fraschini
  - Teatro comunale Vittorio Emanuele II
  - Teatro Sociale
  - Palazzo Brambilla

### Monumenti neoclassici
- Palazzo Centrale dell'Università
- Teatro Fraschini
- Teatro Comunale Vittorio Emanuele II
- Teatro Sociale
- Palazzo Brambilla

## Lingue regionali
A causa della divisione storica della provincia e della sua natura confinante si può fare una sostanziale distinzione in quattro lingue regionali:
- Lombardo occidentale nel Pavese e nella Lomellina Orientale
- Lombardo occidentale di transizione col Piemontese nella Lomellina Occidentale
- Emiliano (variante oltrepadana) di transizione con il Lombardo occidentale nell'Oltrepò pavese
- Ligure nei comuni di Brallo di Pregola e Santa Margherita di Staffora nell'Appennino ligure

## Amministrazione

### Elenco dei presidenti
Il presidente della provincia in carica è Giovanni Palli (centro-destra), sindaco di Varzi.

## Comuni
La presenza umana sul territorio pavese si concentra per circa il 31% nel capoluogo e nelle altre due città principali, Voghera e Vigevano. Quasi il 50% risiede in soli 10 comuni mentre l'altra metà è spalmata sui restanti 175. Il numero di comuni con popolazione non superiore ai 5 000 abitanti nella provincia di Pavia è, quindi, molto elevato (pari all'88%).

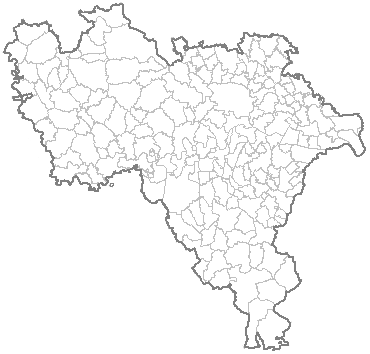
Mappa della provincia di Pavia a suddivisione comunale

Appartengono alla provincia di Pavia i seguenti 185 comuni, di cui 13 fregiati del titolo di città: 
- Alagna
- Albonese
- Albuzzano
- Arena Po
- Badia Pavese
- Bagnaria
- Barbianello
- Bascapè
- Bastida Pancarana
- Battuda
- Belgioioso
- Bereguardo
- Borgarello
- Borgo Priolo
- Borgo San Siro
- Borgoratto Mormorolo
- Bornasco
- Bosnasco
- Brallo di Pregola
- Breme
- Bressana Bottarone
- Broni
- Calvignano
- Campospinoso Albaredo
- Candia Lomellina
- Canneto Pavese
- Carbonara al Ticino
- Casanova Lonati
- Casatisma
- Casei Gerola
- Casorate Primo
- Cassolnovo
- Castana
- Casteggio
- Castelletto di Branduzzo
- Castello d'Agogna
- Castelnovetto
- Cava Manara
- Cecima
- Ceranova
- Ceretto Lomellina
- Cergnago
- Certosa di Pavia
- Cervesina
- Chignolo Po
- Cigognola
- Cilavegna
- Codevilla
- Colli Verdi
- Confienza
- Copiano
- Corana
- Cornale e Bastida
- Corteolona e Genzone
- Corvino San Quirico
- Costa de' Nobili
- Cozzo
- Cura Carpignano
- Dorno
- Ferrera Erbognone
- Filighera
- Fortunago
- Frascarolo
- Galliavola
- Gambarana
- Gambolò
- Garlasco
- Gerenzago
- Giussago
- Godiasco Salice Terme
- Golferenzo
- Gravellona Lomellina
- Gropello Cairoli
- Inverno e Monteleone
- Landriano
- Langosco
- Lardirago
- Linarolo
- Lirio
- Lomello
- Lungavilla
- Magherno
- Marcignago
- Marzano
- Mede
- Menconico
- Mezzana Bigli
- Mezzana Rabattone
- Mezzanino
- Miradolo Terme
- Montalto Pavese
- Montebello della Battaglia
- Montecalvo Versiggia
- Montescano
- Montesegale
- Monticelli Pavese
- Montù Beccaria
- Mornico Losana
- Mortara
- Nicorvo
- Olevano di Lomellina
- Oliva Gessi
- Ottobiano
- Palestro
- Pancarana
- Parona
- Pavia
- Pietra de' Giorgi
- Pieve Albignola
- Pieve del Cairo
- Pieve Porto Morone
- Pinarolo Po
- Pizzale
- Ponte Nizza
- Portalbera
- Rea
- Redavalle
- Retorbido
- Rivanazzano Terme
- Robbio
- Robecco Pavese
- Rocca de' Giorgi
- Rocca Susella
- Rognano
- Romagnese
- Roncaro
- Rosasco
- Rovescala
- San Cipriano Po
- San Damiano al Colle
- San Genesio ed Uniti
- San Giorgio di Lomellina
- San Martino Siccomario
- San Zenone al Po
- Sannazzaro de' Burgondi
- Sant'Alessio con Vialone
- Sant'Angelo Lomellina
- Santa Cristina e Bissone
- Santa Giuletta
- Santa Margherita di Staffora
- Santa Maria della Versa
- Sartirana Lomellina
- Scaldasole
- Semiana
- Silvano Pietra
- Siziano
- Sommo
- Spessa
- Stradella
- Suardi
- Torrazza Coste
- Torre Beretti e Castellaro
- Torre d'Arese
- Torre d'Isola
- Torre de' Negri
- Torrevecchia Pia
- Torricella Verzate
- Travacò Siccomario
- Trivolzio
- Tromello
- Trovo
- Val di Nizza
- Valeggio
- Valle Lomellina
- Valle Salimbene
- Varzi
- Velezzo Lomellina
- Vellezzo Bellini
- Verretto
- Verrua Po
- Vidigulfo
- Vigevano
- Villa Biscossi
- Villanova d'Ardenghi
- Villanterio
- Vistarino
- Voghera
- Volpara
- Zavattarello
- Zeccone
- Zeme
- Zenevredo
- Zerbo
- Zerbolò
- Zinasco

### Comuni più popolosi
Di seguito è riportata la lista dei dieci principali comuni della provincia di Pavia ordinati per numero di abitanti:
| Pos. | Stemma | Comune di      | Popolazione (ab) | Superficie (km²) | Densità (ab/km²) | Altitudine (m s.l.m.) |
| ---- | ------ | -------------- | ---------------- | ---------------- | ---------------- | --------------------- |
| 1ª   |        | Pavia          | 71 612           | 62,86            | 1.139,26         | 77                    |
| 2ª   |        | Vigevano       | 63 132           | 81,37            | 775,86           | 116                   |
| 3ª   |        | Voghera        | 39 828           | 63,44            | 627,80           | 96                    |
| 4ª   |        | Mortara        | 15 757           | 51,97            | 303,19           | 101                   |
| 5ª   |        | Stradella      | 11 670           | 18,84            | 619,42           | 101                   |
| 6ª   |        | Broni          | 10 022           | 20,85            | 480,67           | 88                    |
| 7ª   |        | Gambolò        | 9 818            | 51,7             | 189,90           | 104                   |
| 8    |        | Garlasco       | 9 603            | 39,18            | 245,09           | 93                    |
| 9ª   |        | Casorate Primo | 9 171            | 9,74             | 941,58           | 103                   |
| 10ª  |        | Siziano        | 6 843            | 11,79            | 580,40           | 93                    |

I comuni meno popolati della provincia sono:
| Pos. | Stemma | Comune di         | Popolazione (ab) | Superficie (km²) | Densità (ab/km²) | Altitudine (m s.l.m.) |
| ---- | ------ | ----------------- | ---------------- | ---------------- | ---------------- | --------------------- |
| 183ª |        | Calvignano        | 127              | 6,91             | 18,38            | 275                   |
| 184ª |        | Velezzo Lomellina | 103              | 8,57             | 12,02            | 98                    |
| 185ª |        | Villa Biscossi    | 64               | 4,99             | 12,62            | 90                    |
| 186ª |        | Rocca de' Giorgi  | 45               | 6,97             | 6,45             | 219                   |